# Миллионная улица (Санкт-Петербург)

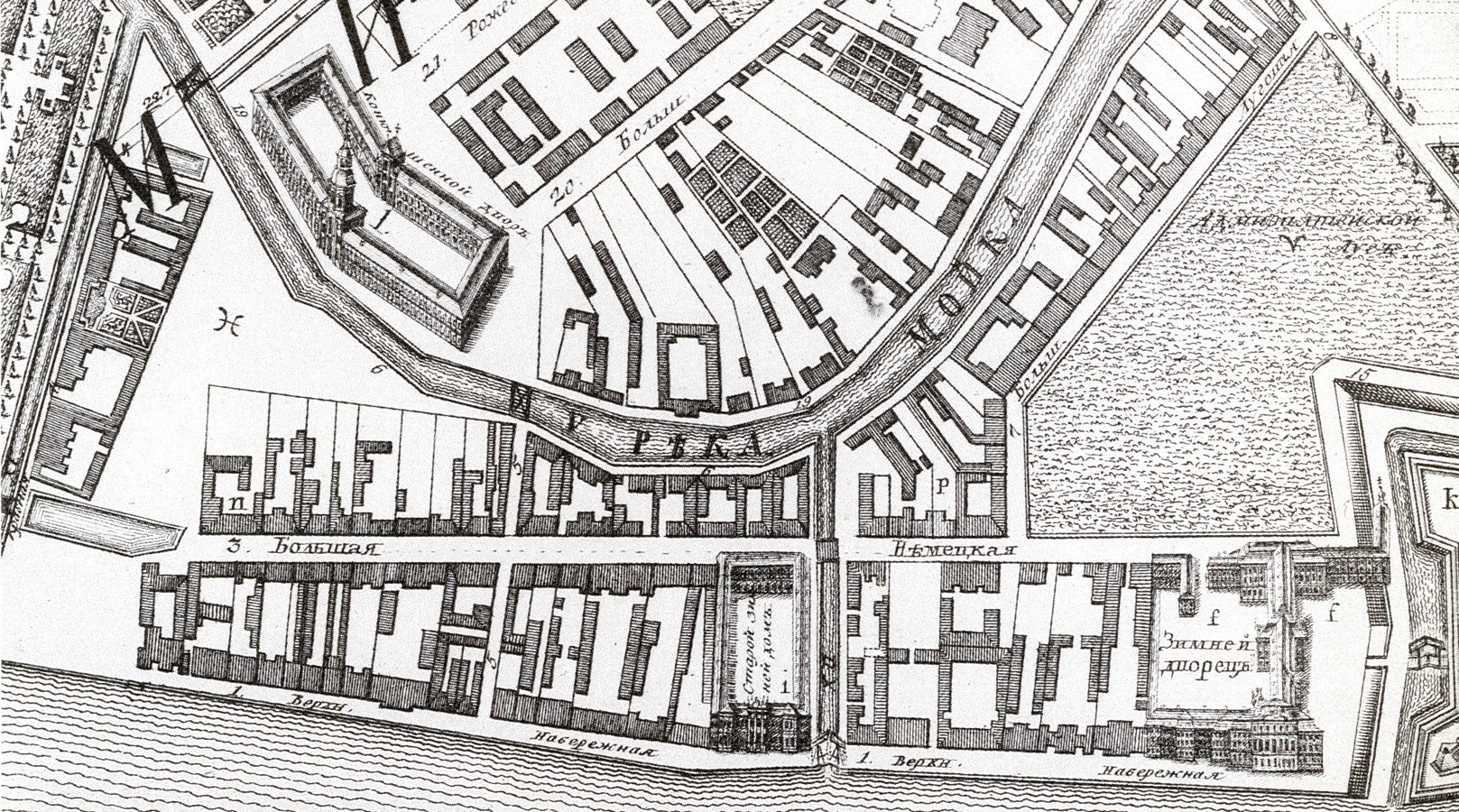
Большая Немецкая улица на плане 1753 года

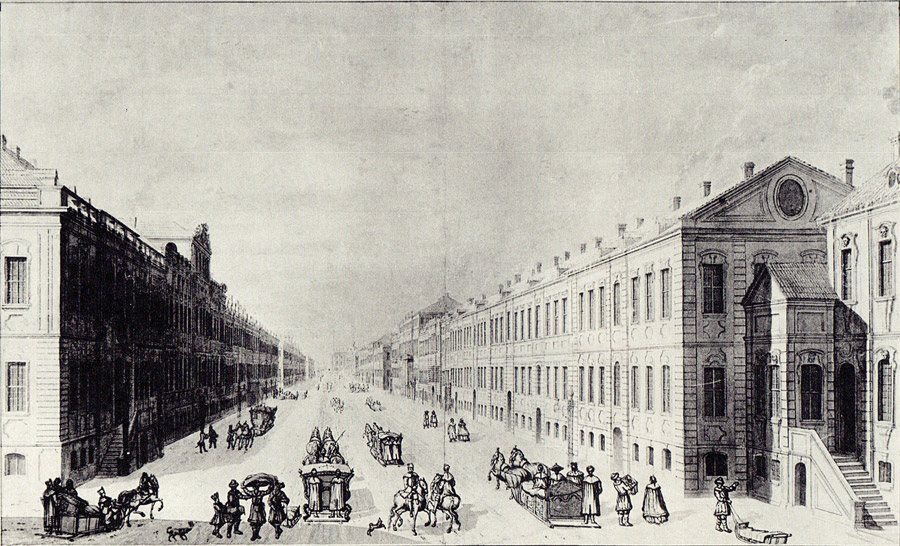
Махаев М. И. Вид Большой Немецкой (или Миллионной) улицы от Главной аптеки к Зимнему дворцу. 1751 год

Миллио́нная у́лица — улица в Центральном районе Санкт-Петербурга. Проходит от набережной Лебяжьей канавки до Дворцовой площади.

## История

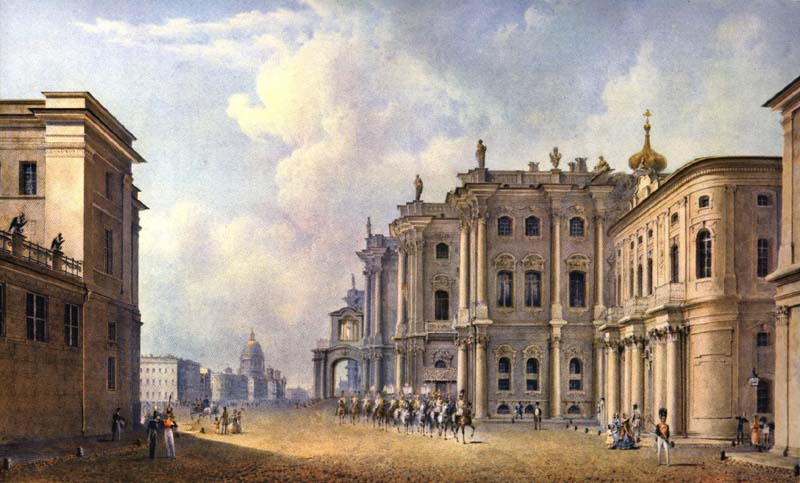
Садовников В. С. Вид Дворцовой площади с Миллионной улицы. 1830-е

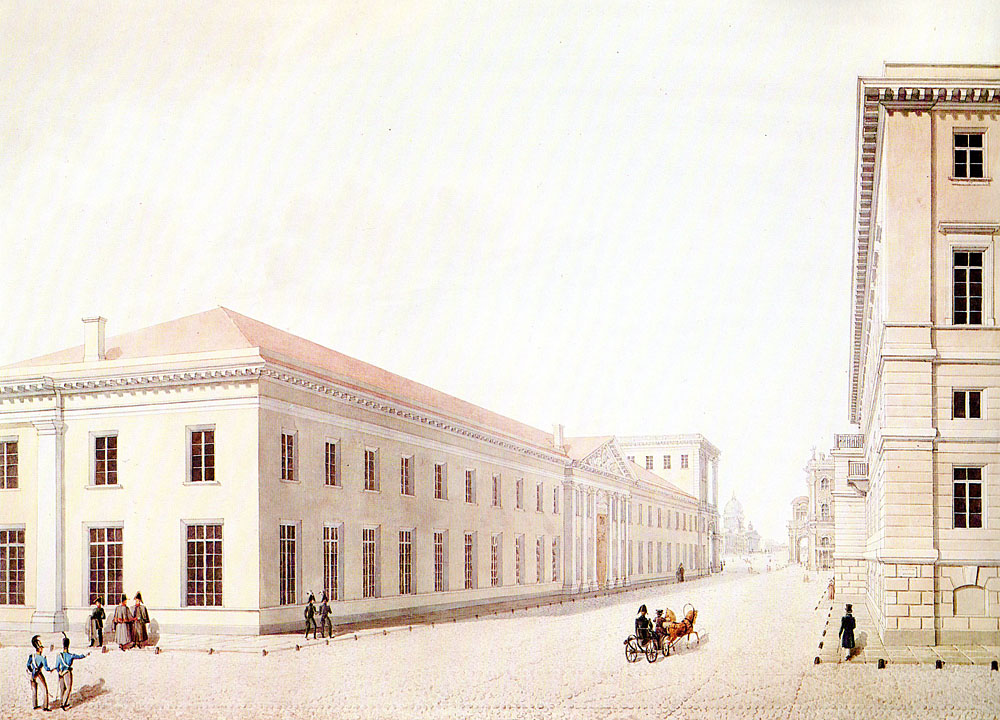
Монферран О. Вид Миллионной улицы в Петербурге. 1830 — начало 1840-х. Изображено здание, которое находилось на углу Зимней канавки и Миллионной улицы до постройки здесь архива. Справа виден угол Шепелевского дома, на месте которого ныне стоит Новый Эрмитаж

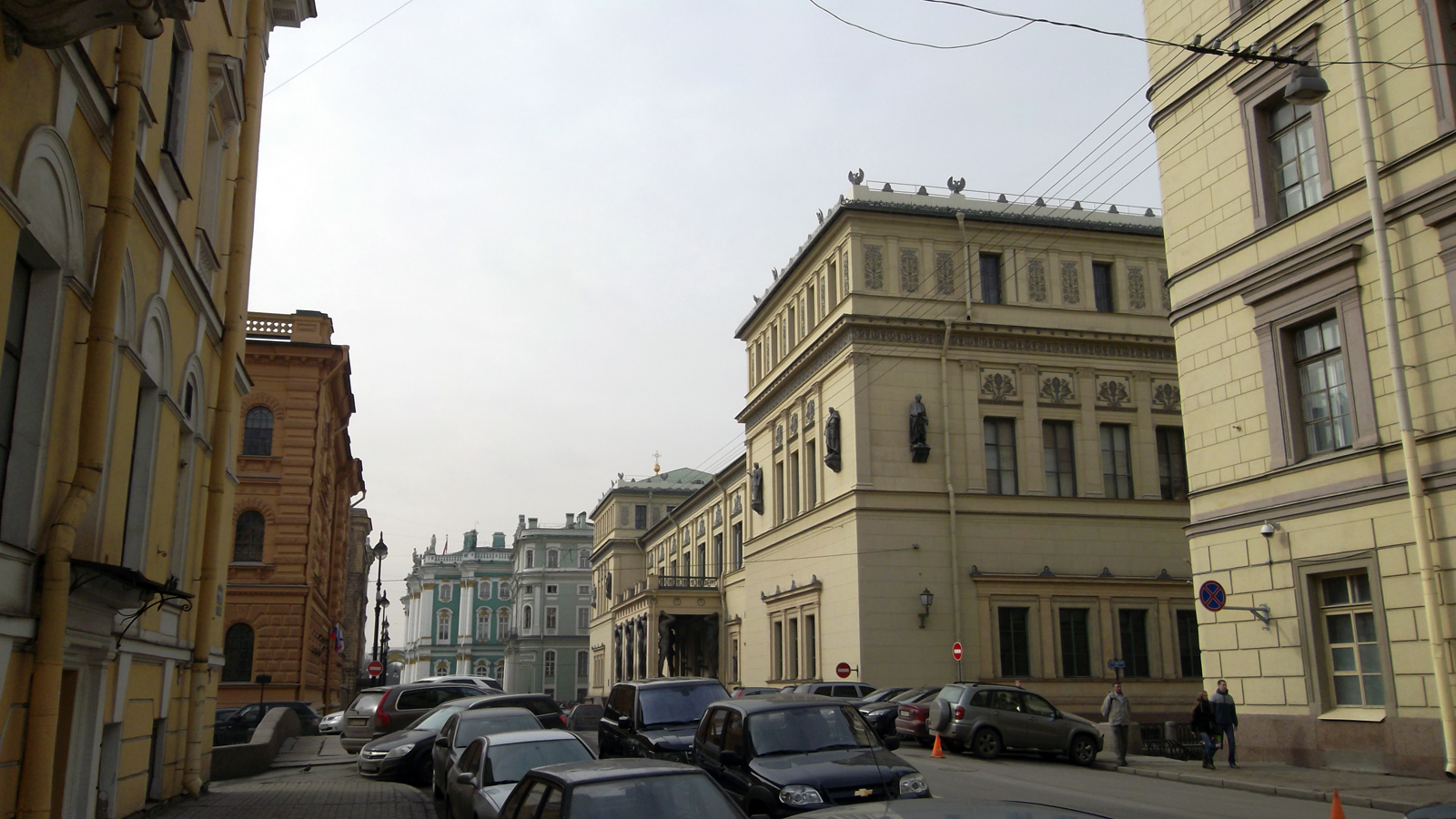
Вид улицы у 1-го Зимнего моста и Нового Эрмитажа

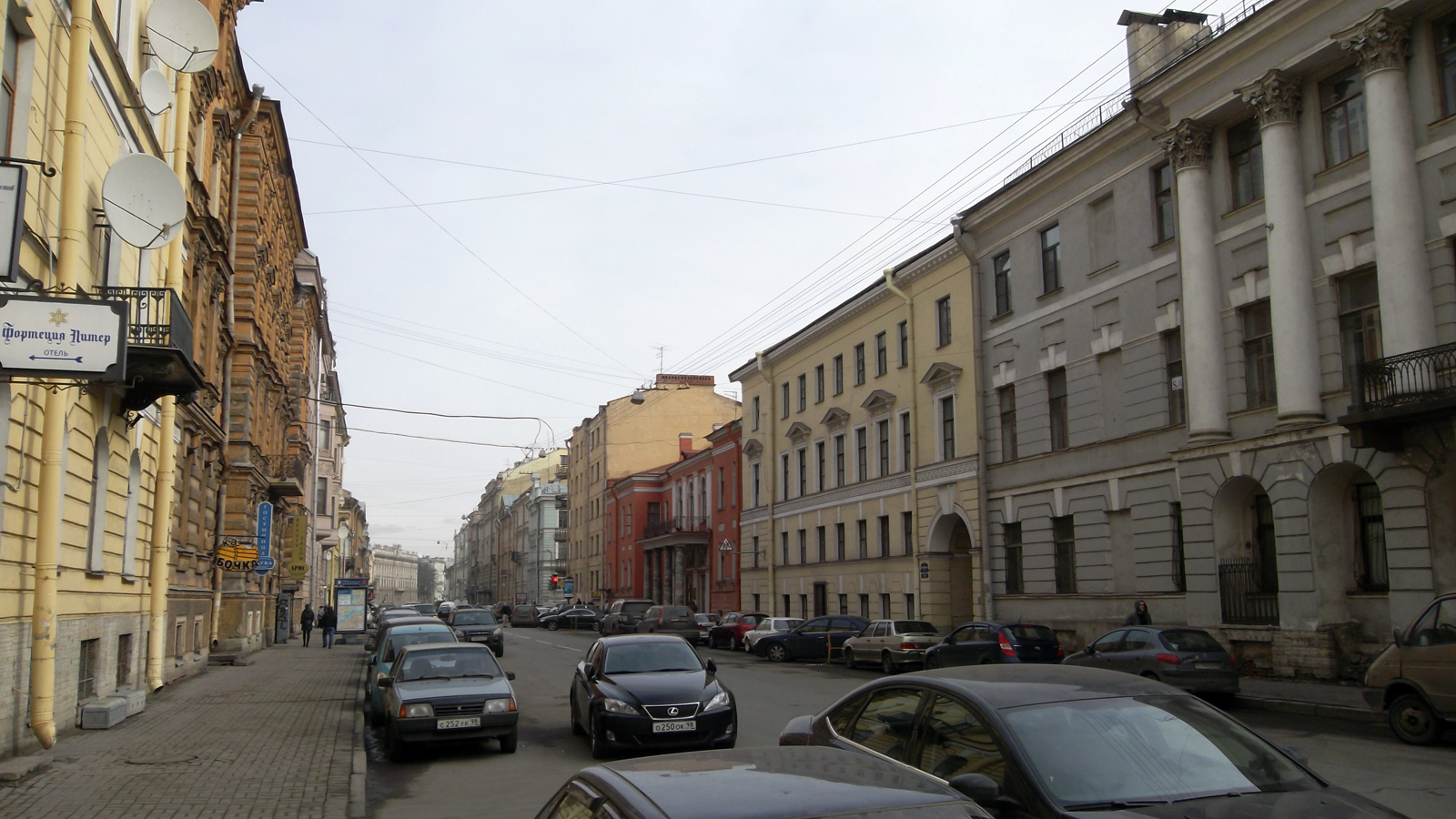
Вид улицы между Мошковым переулком и 1-м Зимним мостом

Застройка нынешней Миллионной улицы началась в первые годы существования Санкт-Петербурга, это одна из самых старых улиц в городе. Первое время болотистый берег Невы ещё не был укреплён, застройка велась в глубине участков, таким образом набережная проходила примерно в середине квартала между нынешней Миллионной улицей и современной набережной Невы. Осенью 1704 года, сразу после основания Адмиралтейства на том же левом берегу Невы начали селиться высшие морские чины во главе с самим царём Петром I. Задние дворы их участков образовали будущую нечётную сторону Миллионной улицы. В 1715 году на месте нынешнего Мраморного дворца располагался Почтовый двор. За ним вдоль Невы до Адмиралтейства стояли жилые дома, задние дворы которых обозначили северную сторону Миллионной улицы. Здесь жили капитан флота И. К. Муханов, царский повар Иоганн Фельтен, поручик Д. Чевкин, дьяк Фёдор Воронов, садовник князя Меншикова Василий Павлов, приближённый царя А. В. Кикин, писарь Преображенского полка А. Иванов, шлюзных дел мастер Антон Броус, доктор Роберт Арескин, штаб-лекарь Ян Гови, госпитальный аптекарь Торуп, князь В. В. Долгоруков, граф И. А. Мусин-Пушкин, корабельных дел мастера Г. А. Меншиков и Ф. М. Скляев, вице-адмирал Корнелиус Крюйс, «иноземец» Питер Николаев, генерал-майор Г. П. Чернышёв, генерал-аншеф П. И. Ягужинский, дипломат С. В. Рагузинский, генерал-адмирал Ф. М. Апраксин.
В то же время на берегу Мойки, на территории, расположенной к западу от современного Мошкова переулка появились Немецкая слобода, простиравшаяся до современного Невского проспекта. Она также носила название Финские шхеры, там как здесь жило много финнов и пленных шведов. В первой четверти XVIII века в ней находилось около 70 домов, владельцами которых были царские врачи, военные, портняжные мастера. К востоку от неё располагалась Греческая слобода, которая доходила до Марсова поля. Своё название она получила по расположенному в ней дому грека шаутбенахта Ивана Боциса. В первой четверти XVIII века в ней находилось около 50 домов, принадлежавших морякам — грекам, португальцам, датчанам. Домами в ней владели Антон Девиер и Роман Брюс.
Решение о сооружении у Зимней канавки Зимнего дворца Петра ускорило благоустройство прилегающей территории 20 мая 1715 года Пётр I утвердил план урегулирования этой части города, согласно которому от Красного канала до Зимнего дворца проложили улицу, которой следовало быть «7 сажени шириною и так погнутой, как сваями назначено». В 1716 году граница набережной за счёт расширения земельных участков была смещена к северу: побили сваи по мелководью реки и устроили новую существующую и ныне набережную.
В XVIII веке улица активно развивалась. В 1717 году участок дома № 21 стал принадлежать гофинтенданту Петру Ивановичу Мошкову, по имени которого получил название и пересекающий улицу Мошков переулок. В 1718-19 годах формирующуюся улицу пересёк канал — Зимняя канавка, через который был построен разводной деревянный мост, расположенный на месте существующего 1-го Зимнего моста. 21 октября 1719 года в присутствии Петра I и Екатерины был открыт Красный канал, который проходил по западной стороне Марсова поля, а у Невы заканчивался ранее созданной гаванью, куда зимой на хранение заводились принадлежащие местным жителям лодки. Через канал был сооружён подъёмный мост. В 1722 году на участке дома № 4 построили здание Главной аптеки, которая дала название Аптекарскому переулку. В августе 1736 года произошёл пожар, во время которого сгорели почти все дома в Греческой и Немецкой слободах, и после которого был введен запрет на строительство в этом районе деревянных зданий.
В правление императрицы Елизаветы Петровны улицу продлили через Царицын луг (Марсово поле) до Лебяжей канавки, она начала активно застраиваться каменными домами богатых людей. Из-за частых наводнений законодательно было закреплено, что уровень первого этажа должен находиться не ниже чем на 71 сантиметр выше прибылой воды. Поэтому пороги домов находились на высоте от 1,75 до 2,6 метра над землёй. На первых и полуподвальных этажах открывались магазины и увеселительные заведения.
При Екатерине II на улице устраивались скачки на рысаках, запряженых в кареты, в которых сидели придворные дамы и их кавалеры. Английский медик Томас Димсдейл, прибывший в Санкт-Петербург для прививании от оспы Екатерины II и наследника престола Павла Петровича в конце июля 1768 года, поселился по его словам «на одной из лучших улиц в городе» — Большой Миллионной. В 1760—80-х годах на улице был построен Мраморный дворец, предназначавшийся в качестве подарка для фаворита Екатерины II графа Григория Орлова. В 1783 году в связи с засыпкой Красного канала, перекинутый через него в створе Миллионной улицы каменный мост, был перемещён на Зимнюю канавку.
В конце XVIII века из-за близости Зимнего дворца здесь жили в основном представители аристократии. Дома, принадлежавшие незнатным людям, чаще всего сдавались в наём. С 1808 года в доме № 25 размещалось французское посольство. В 1817—21 годах были построены казармы Павловского полка (дом № 2). С 1796 по 1826 год в доме № 21 располагалась военная комендатура.
В 1834 году всем домам Петербурга была дана нумерация не по частям города, а по улицам. На Миллионной улице дома были пронумерованы от Адмиралтейства. В 1858 году нумерацию поменяли в обратную сторону. В 1839—52 годах было построено здание Нового Эрмитажа (дом № 35), которое завершило формирование панорамы Зимней канавки.
В середине XIX века по Миллионной улице ездили омнибусы, кареты которых различались цветом, в зависимости от маршрута. На рубеже XIX—XX веков во многих домах Миллионной улицы работали мелочные лавки, кондитерские, булочные, табачные и чайные магазины, лавки по продаже одежды, вин, различные мастерские.
В 1930-х годах по улице Халтурина ходил автобусный маршрут № 1, который сворачивал в Мошков переулок.

## История названия
В царском указе от 16 ноября 1715 года улица была названа Большой, так как на плане она выделялась своей длиной. На первых планах Петербурга улица также обозначалась как Почтовая, по располагавшемуся на ней Почтовому двору. В некоторых источниках среди одних из первых наименований улицы упоминается название Троицкая по расположенному рядом с ней, на Царицыном лугу, перевозу через Неву к Троицкой площади.
В 1730-х годах улица одновременно носила названия Немецкая (с 1733 года), Греческая (с 1734 года) и Милионная (с 1736 года). Причём до 1874 года слово «Милионная» на картах писалось через одну букву «л» Первые два названия были связаны со слободами, через которые проходила улица, а последнее название было дано по Миллионному дому графа П. Б. Шереметева (дом № 19), поражавшего современников своей роскошью. Иногда такое имя улицы связывают с проживанием на улице самых богатых петербуржцев. Кроме того, существовали и другие названия: Дворянская и Луговая. Название Луговая связано с Большим лугом, расположенным восточнее, к которому и выходила улица. 20 апреля 1738 года указом императрицы Анны Иоанновны улица получила официальное название Большая Немецкая.
В 1789 году улицу вновь стали называть Милионной. До середины XIX века встречался также вариант Большая Миллионная, в то время как «Малой Миллионной» назывался начальный участок Большой Морской улицы. В середине XIX века улицу вновь иногда стали называть Троицкой, по расположенной с 1860 года во дворце принца Ольденбургского церкви Святой Троицы.
В октябре 1918 года, к годовщине Октябрьской революции, Миллионная была переименована в улицу Халтурина в честь народовольца Степана Халтурина, организовавшего в 1880 году взрыв в Зимнем дворце. 4 октября 1991 года было возвращено прежнее название — Миллионная улица.

## Примечательные здания и сооружения

### В начале улицы

#### Летний сад и Лебяжья канавка
Летний сад был заложен по повелению Петра I в 1704 году и создавался под руководством архитекторов Ивана Матвеева, Жана Леблона и Михаила Земцова. Для устройства летней резиденции Пётр I выбрал «обжитую и выгодно расположенную мызу на этом месте, где располагалось имение шведского майора Эриха Берндта фон Коноу (Конау) — небольшой домик с хозяйственным двором и садом».
В 1711—19 годах для осушения территории была прорыта Лебяжья канавка, от набережной которой и берёт в настоящее время начало Миллионная улица. Собственно, непосредственно до канавки улица была продлена лишь в правление императрицы Елизаветы Петровны.

Летний сад и Лебежья канавка
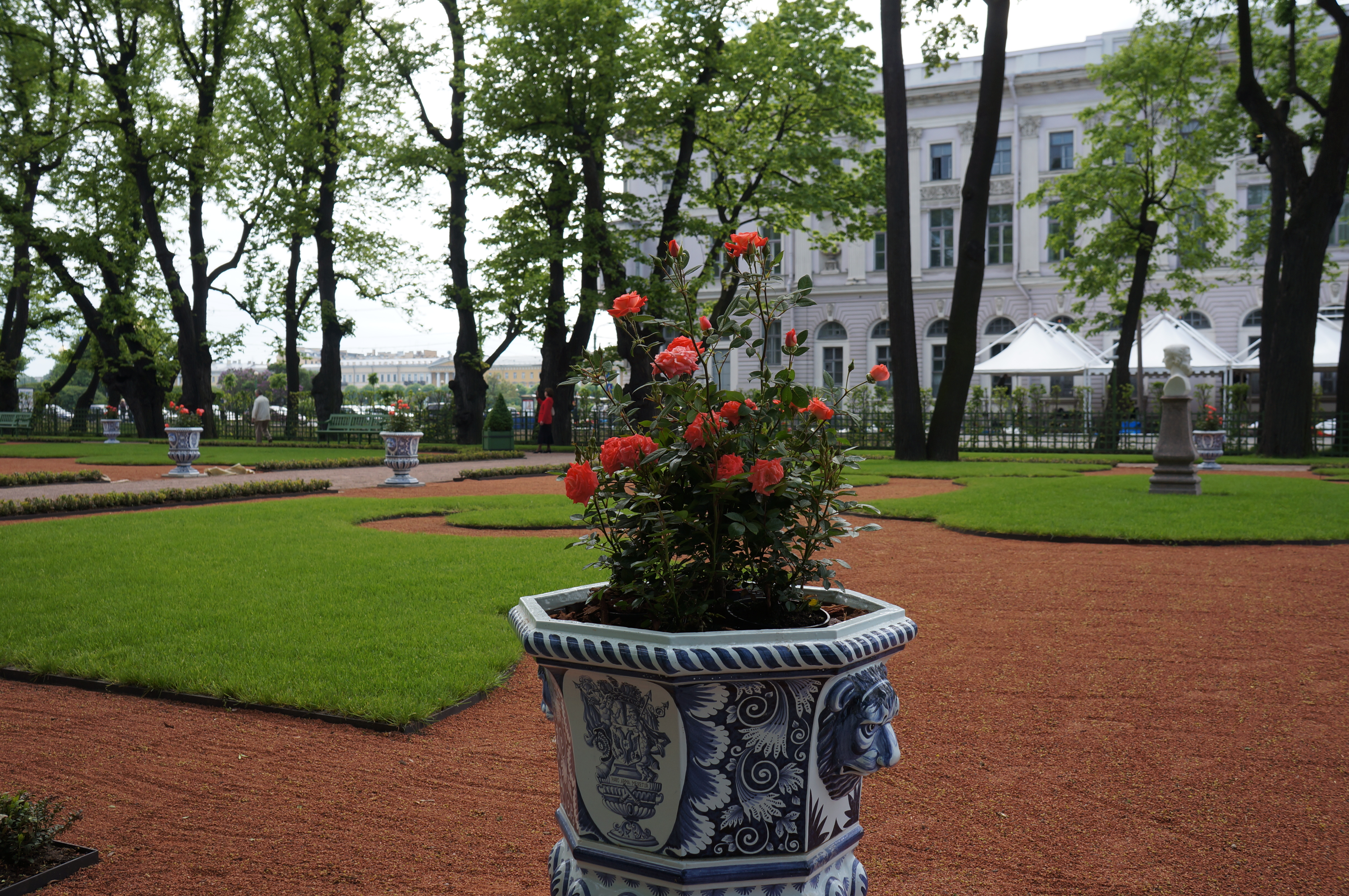
Летний сад. Французский партер. На заднем плане виден фасад дома Бецкого, выходящий на набережную Лебяжьей канавки
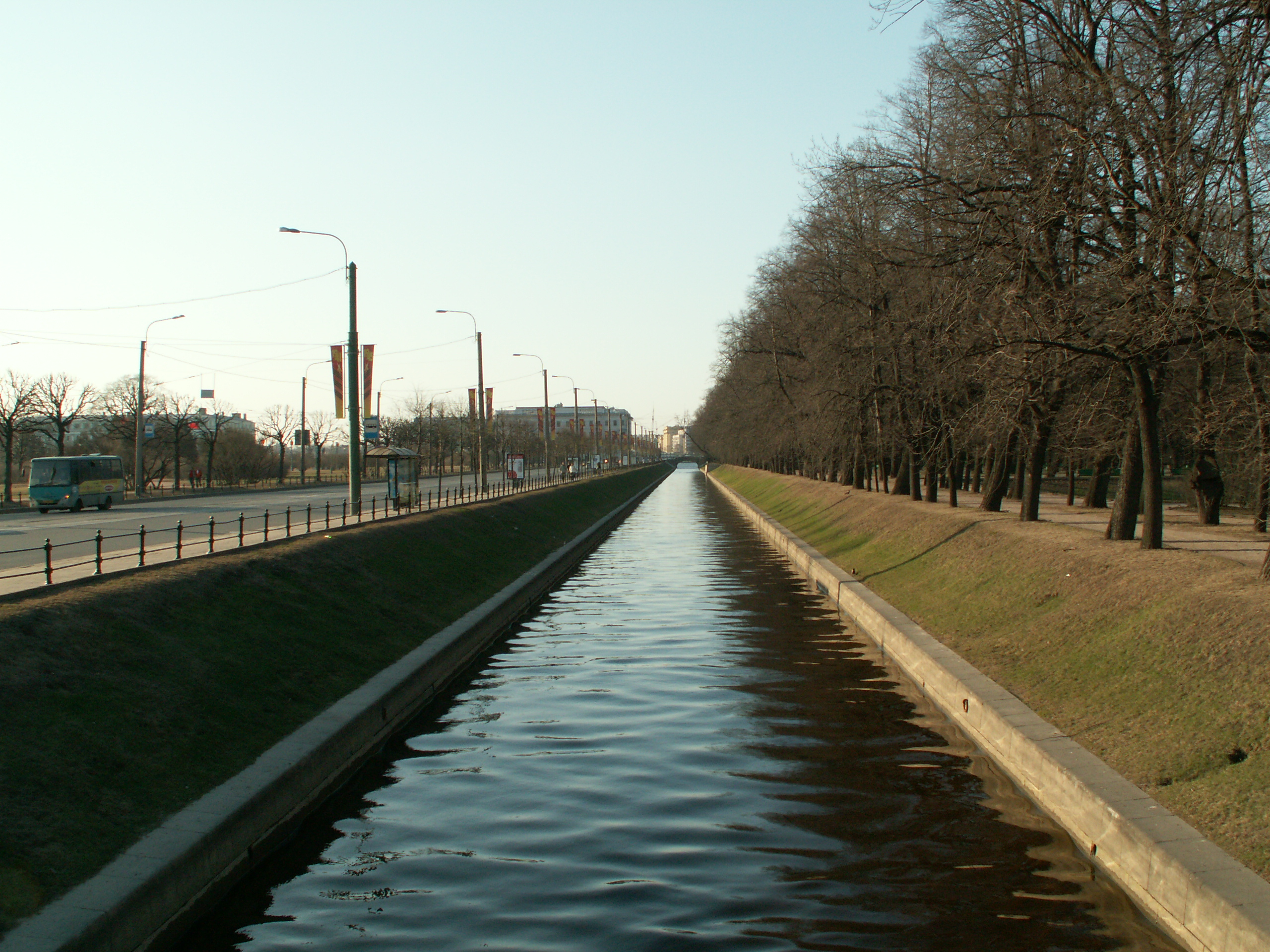
Лебежья канавка. Вид со стороны Нижнего Лебяжего моста. Вдалеке виден фасад дома Бецкого, выходящий на Миллионную улицу
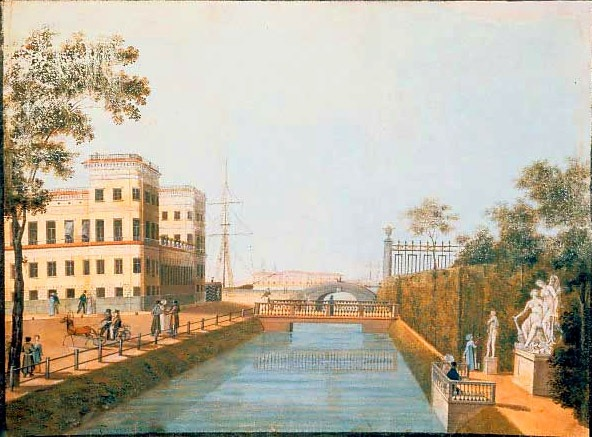
И. М. Белоногов. Лебежья канавка. 1839 год. Слева виден дом Бецкого

#### Марсово поле
В начале XVIII века территория нынешнего Марсова поля представляла собой возвышавшуюся к Неве заболоченную землю, на которой росли деревья и кустарники. После организации по соседству Летнего сада, который, будучи летней царской резиденцией, должен был находиться несколько в стороне от городской застройки (граница которой в то время определялась Почтовым двором, построенным на месте, где сейчас стоит Мраморный дворец). Заболоченное пространство стало естественным буфером. В 1711—21 годах с востока и запада от болота для осушения территории были прорыты соответственно Лебяжий и Красный каналы. Образовавшийся прямоугольник между этими каналами, Невой и Мойкой первоначально называли Пустым лугом, а с 1720-х годов — Большим лугом. Прорытые каналы позволили достаточно быстро осушить территорию. По приказу Петра I её выровняли, расчистили и засеяли травой.
В XVIII веке Большой луг использовался для военных смотров, народных гуляний и даже выпаса императорских коров. В 1780 году Красный канал был засыпан, а его бывшая западная набережная, с 1738 года называвшаяся Красной линией, с 1798 года получила название Царицынская улица.
В XIX веке Царицын луг был полностью передан военным для проведения на нём военных смотров и парадов. Зелёный луг превратился в пыльный плац и получил своё нынешнее название. Площадь была оформлена соответствующим образом, на ней были установлены обелиск в честь П. А. Румянцева (позже перенесён на Васильевский остров) и памятник Александру Суворову (позже перенесен к Троицкому мосту на сформированную Суворовскую площадь). Во второй половине XIX века на площади возобновились народные гуляния, которые проводились на ней до 1907 года.
В апреле 1917 года на Марсовом поле были захоронены погибшие в ходе Февральской революции в Петрограде, а через два года на этом месте был открыт памятник «Борцам Революции». В 1975 году вдоль Марсова поля от 2-го Садового до Кировского моста был проложен трамвайный путь, проходивший в том числе, частично и по улице Халтурина. Путь был разобран в 1998 году.

Марсово поле
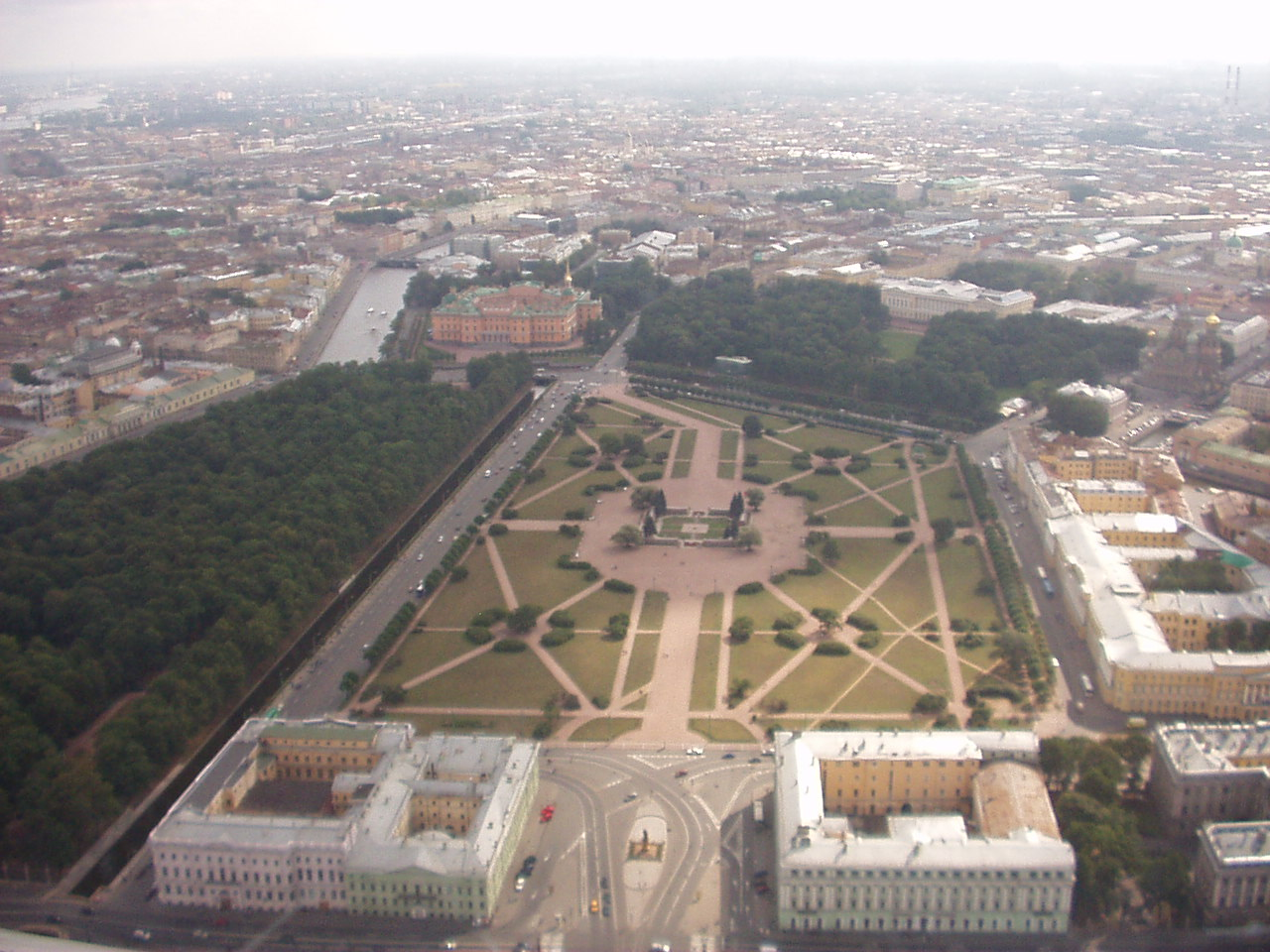
Марсово поле. Вид с высоты птичьего полёта. В нижней части фотографии видны Суворовская площадь и часть Миллионной улицы с расположенными на ней домами Бецкого и Салтыкова, служебным корпусом Мраморного дворца
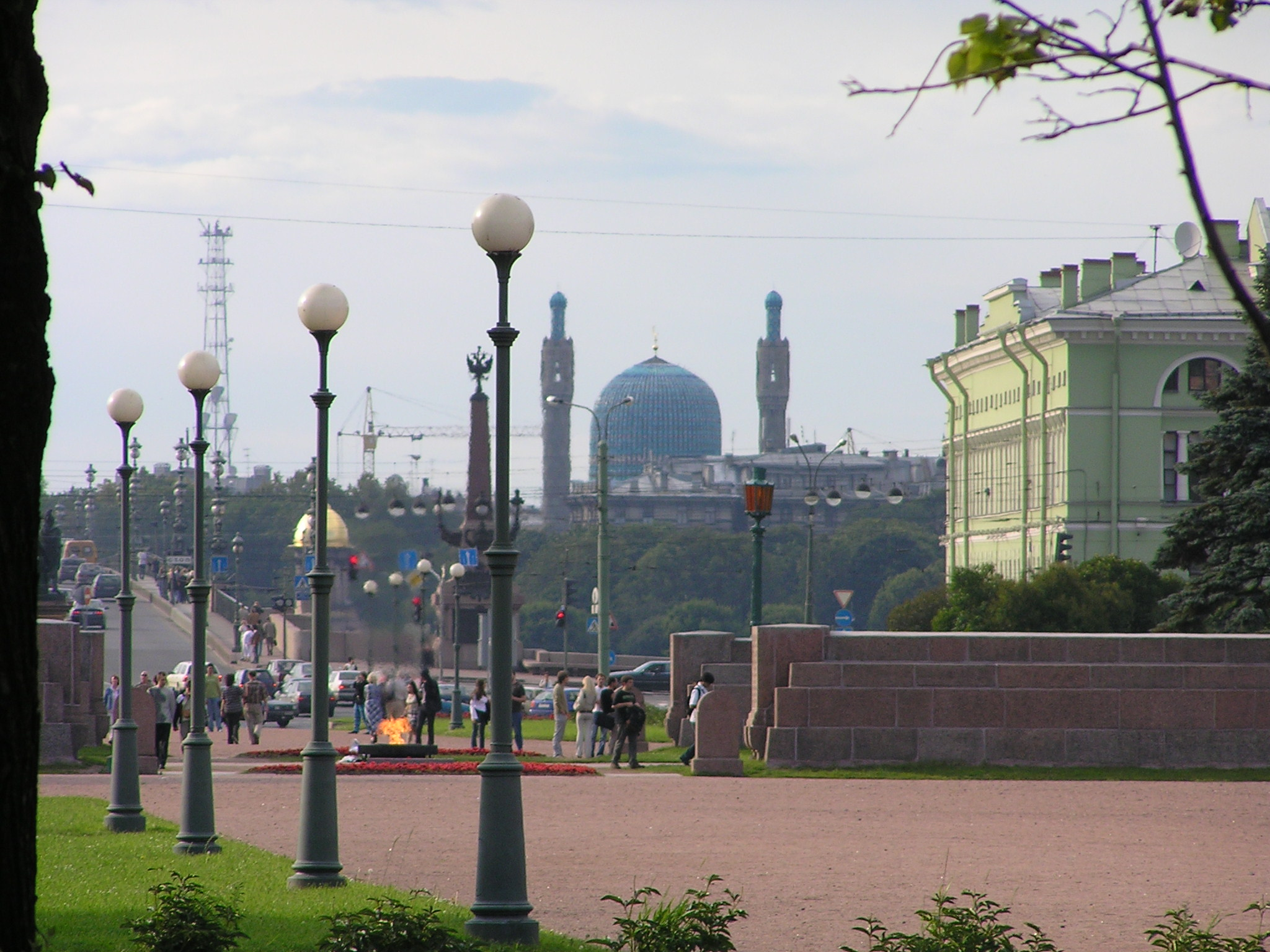
Марсово поле. Вид от 2-го Садового моста. Видны угол памятника Борцам Революции, Суворовская площадь, дом Салтыкова, Троицкий мост. На заднем плане - Петербургская мечеть на Петроградской стороне.
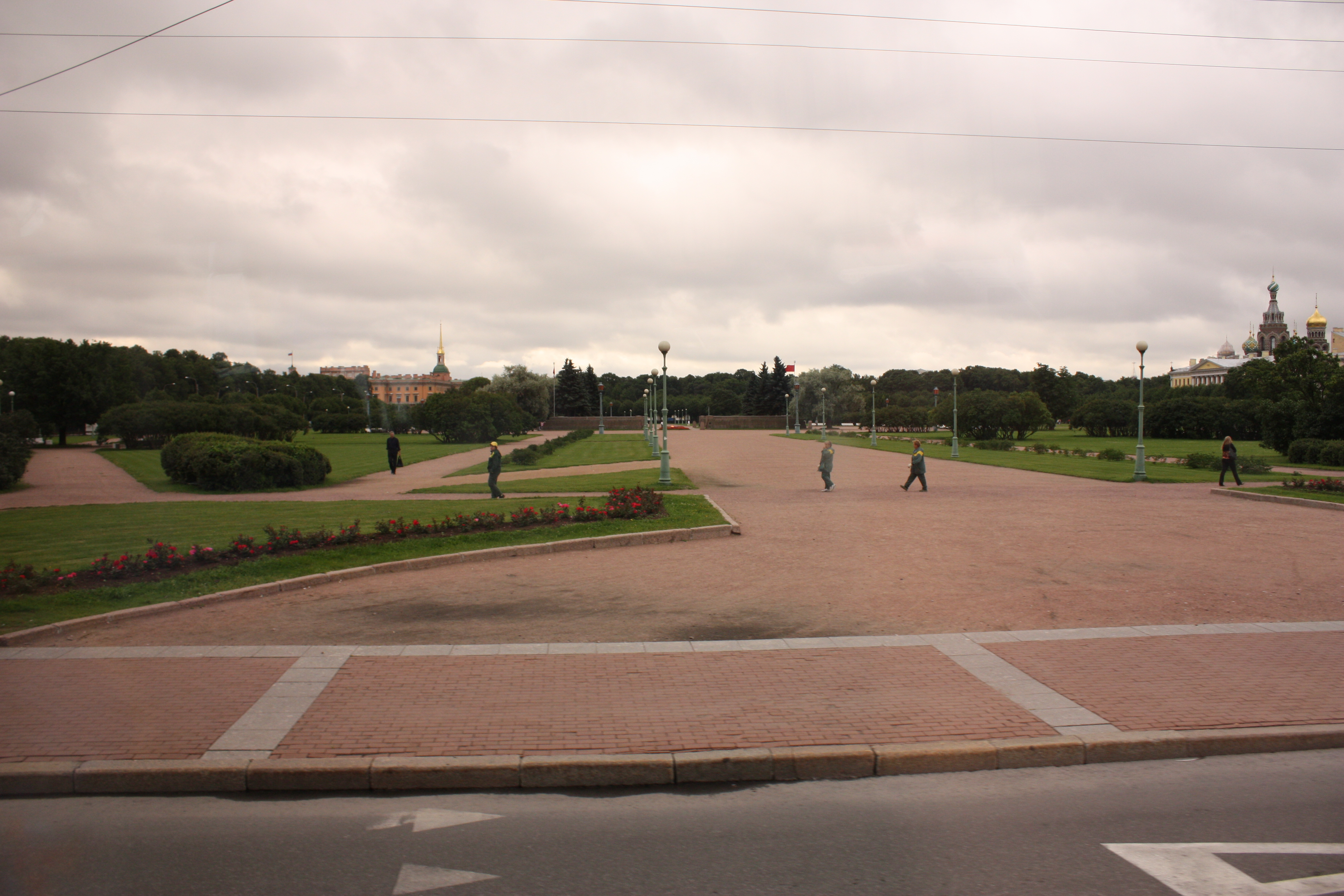
Марсово поле. Вид со стороны Миллионной улицы
Григорий Чернецов. Парад 6 октября 1831 года на Царицыном лугу

#### Дом Бецкого (№ 1)
В начале XVIII века в северной части Царицына луга, на месте, где сейчас стоит дом, располагалась еловая роща. В 1719—21 годах Доменико Трезини на этом месте построил галерею для отдыха царя. В 1725 году, согласно атласу Мейера, здесь располагался бассейн, а в 1731 году — караульня.
В 1750 году Бартоломео Растрелли возвёл на этом участке деревянный двухэтажный Оперный дом, называвшейся также «Большим театром», в котором в 1755 году была дана первая русская опера «Цефал и Прокрис» А. П. Сумарокова. Театр проработал до 1763 года, а в 1772 году здание было снесено.
Существующее здание было построено по приказу Екатерины II в 1784—87 годах для Ивана Бецкого, вселившегося в новый особняк лишь через 2 года после окончания строительства. В особняке Бецкого в своё время побывали философ Дидро и последний король Польши Станислав Август Понятовский. В 1791—96 годах в доме проживал известный писатель и баснописец Иван Крылов. Здесь он открыл свою типографию, где печатались журналы «Зритель» и «Санкт-Петербургский Меркурий».
После смерти Бецкого в 1795 году дом перешёл в руки его дочери Анастасии, жены адмирала Осипа Рибаса. С 1822 года домом завладели уже внучки Бецкого. В 1830 году особняк выкупили в казну и отдали принцу Петру Ольденбургскому. В 1837 году он женился на принцессе Терезе Нассауской, в связи с чем в 1839—41 годах дворец надстроили и заново отделали по проекту В. П. Стасова.
В сентябре 1917 года Александр Петрович Ольденбургский продал дом за 1 500 000 рублей Временному правительству, которое передало его Министерству просвещения. После Октябрьской революции здесь устроили коммунальные квартиры. В 1921 году в доме Ольденбургских был открыт Центральный педагогический музей, работал кружок им. М. Е. Салтыкова-Щедрина.
С 1962 года дом Бецкого принадлежит Ленинградскому Библиотечному институту (в настоящее время — Санкт-Петербургский государственный институт культуры). Оно соединено с соседним домом Салтыкова, также принадлежащим институту, внутренними переходами.

Дом Бецкого
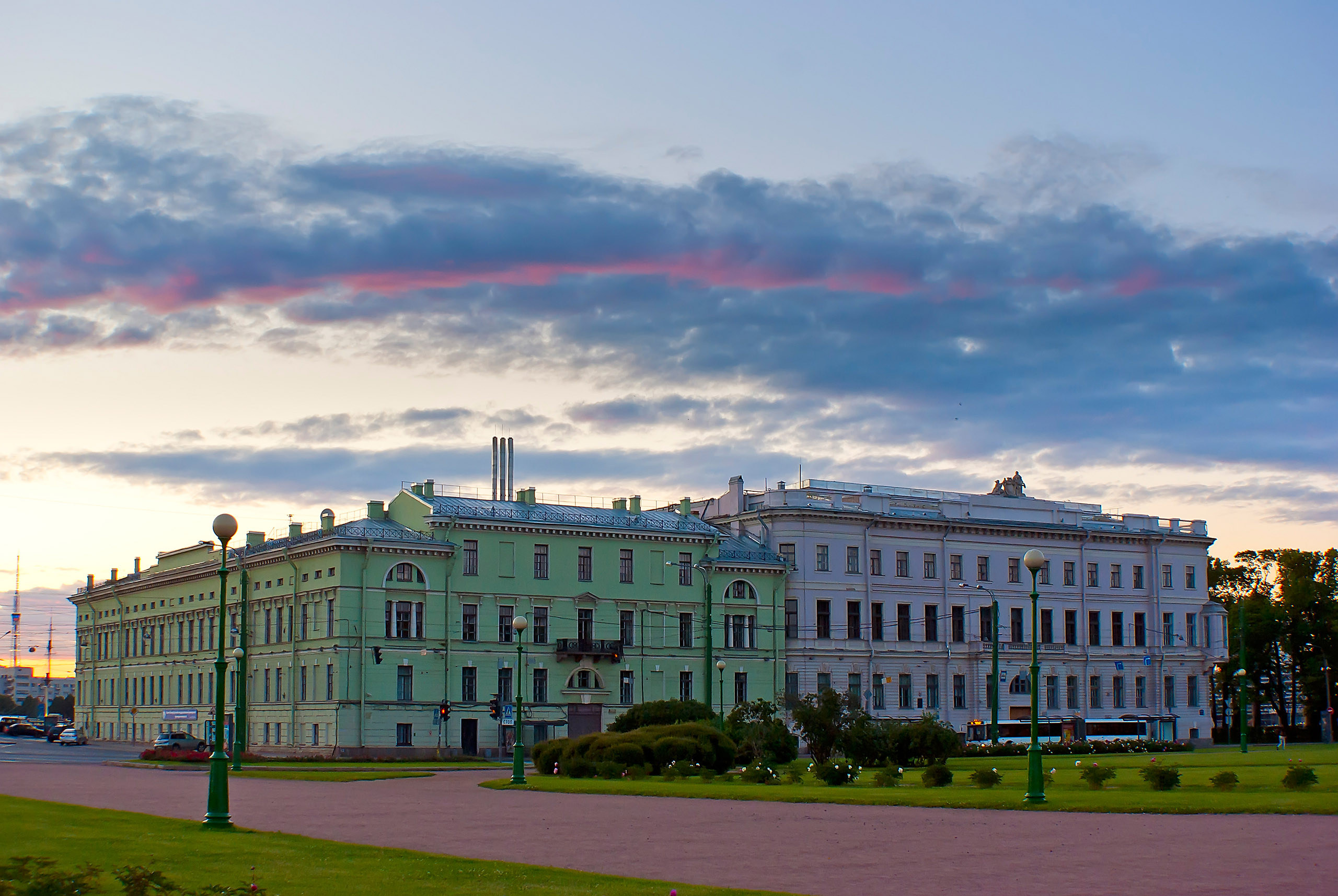
Дом Бецкого (справа) и дом Салтыкова (слева). Фасады, выходящие на Миллионную улицу. Вид с Марсова поля
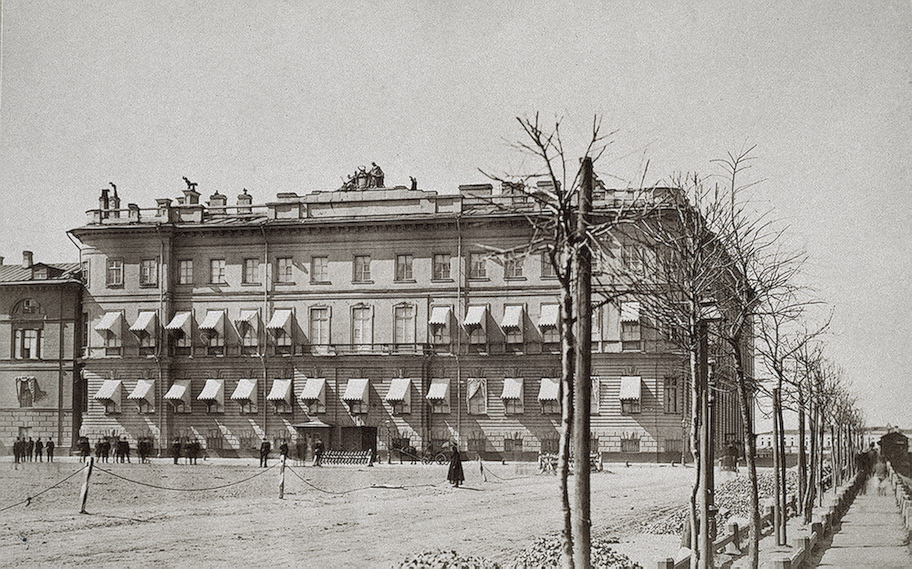
Дом Бецкого. Фотография А. Э. Фелиша 1870-х годов. Фасад, выходящий на Миллионную улицу. Вид от Лебяжьей канавки
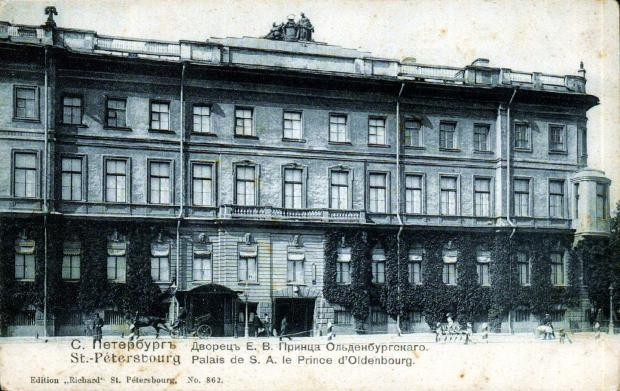
Фотография дома Бецкого XIX века
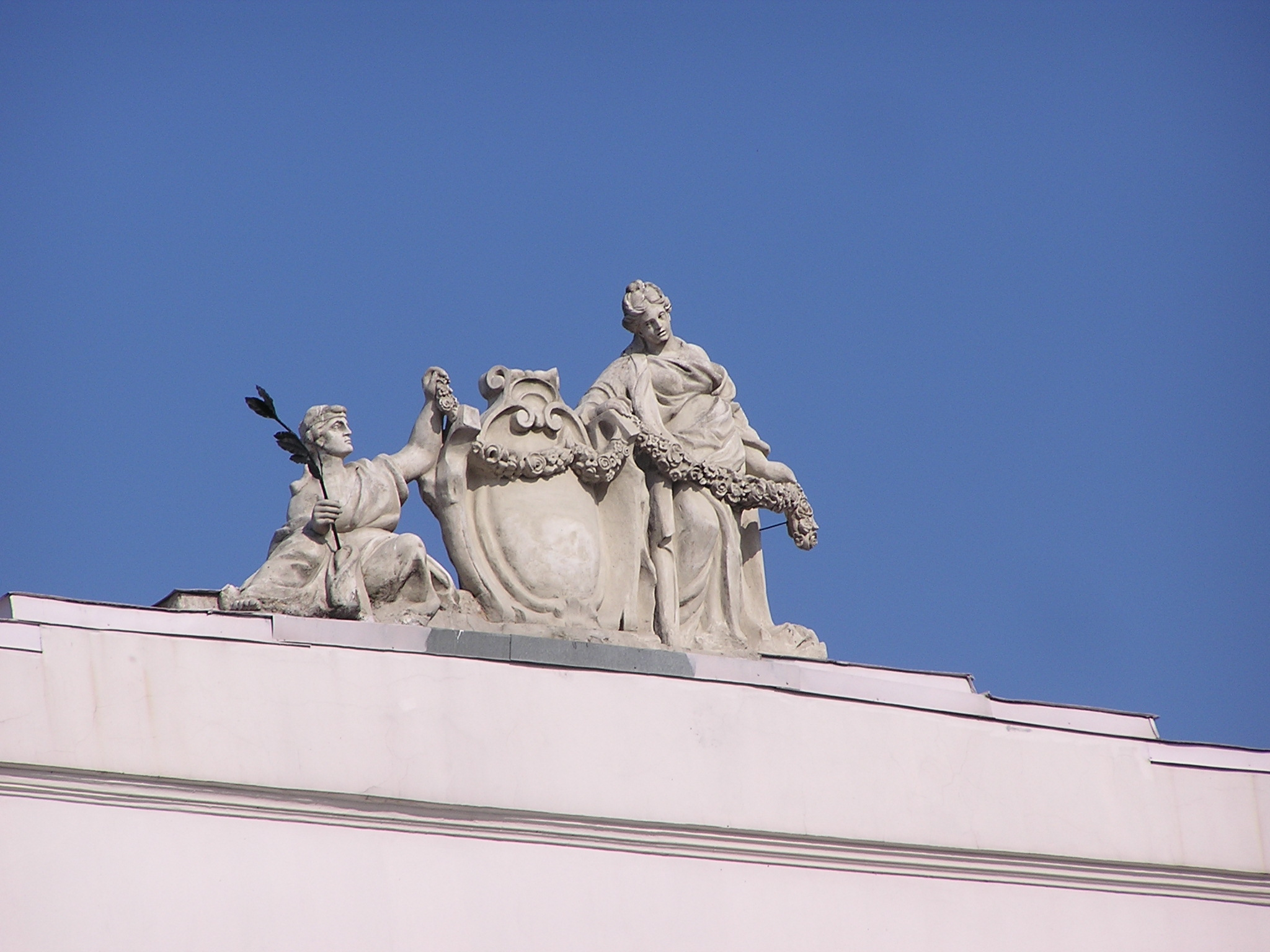
Дом Бецкого. Скульптурная композиция на крыше здания. Фасад, выходящий на Миллионную улицу

#### Дом Салтыкова (№ 3)
Изначально участок земли, ныне занимаемый домом Салтыкова, был выделен статс-секретарю Екатерины II Петру Соймонову. Однако владелец от обустройства вверенной ему земли отказался. В 1784—88 годах на этой территории по проекту зодчего Джакомо Кваренги был возведён особняк для купца Ф. И. Гротена. При строительстве дома главный фасад был обращён на дворцовую набережную. В 1790 году Гротен продал дом именитому петербургскому гражданину Т. Т. Сиверсу, а тот, в свою очередь, через три года перепродал его княгине Екатерине Петровне Барятинской, которая начала сдавать квартиры в доме в наём. 3 февраля 1796 года особняк приобрела Екатерина II и подарила его фельдмаршалу Николаю Ивановичу Салтыкову. В гостях у него неоднократно бывал А. В. Суворов. Летом 1812 года в этом доме, в кабинете президента Военной коллегии фельдмаршала Н. И. Салтыкова, главнокомандующим русской армией был выбран М. И. Кутузов.
Изначально здание имело три этажа со стороны Невы и два со стороны Марсова поля. Так как при строительстве дома предполагалось, что рядом с ним со стороны Мраморного дворца со временем будет построено другое здание «впритык» к нему, то западный фасад дома не имел окон и выходил на сад, занимавший всё пространство до служебного корпуса Мраморного дворца и отделённый от Царицыного луга и берега Невы забором. Но в 1818 году по проекту К. И. Росси на месте сада была создана Суворовская площадь и выходящий на неё фасад был переделан. В 1818-23 годах в особняке были перестроены парадная лестница и вестибюль, создана домовая церковь, надстроены дворовые флигели.
Потомки Салтыкова обладали правами собственности на дом до 1917 года, однако они не проживали в нём, а сдавали в аренду. В течение 90 лет в здании размещались иноземные посольства. В 1829—55 годах в доме размещалось австрийское посольство во главе с графом К. Л. Фикельмоном. С 1855 третий и четвёртый этаж занимал барон Отто Плессен — посол Дании. С 1863 по 1918 годы здание снимало британское посольство.
После Октябрьской революции в здании работал Институт внешкольного образования, а с 1925 года в доме открылся Коммунистический политико-просветительский институт имени Н. К. Крупской (впоследствии Ленинградский Библиотечный институт, Санкт-Петербургский государственный университет культуры и искусств). С соседним домом Бецкого, который с 1960-х годов также принадлежит университету, он соединён внутренними переходами.

Дом Салтыкова
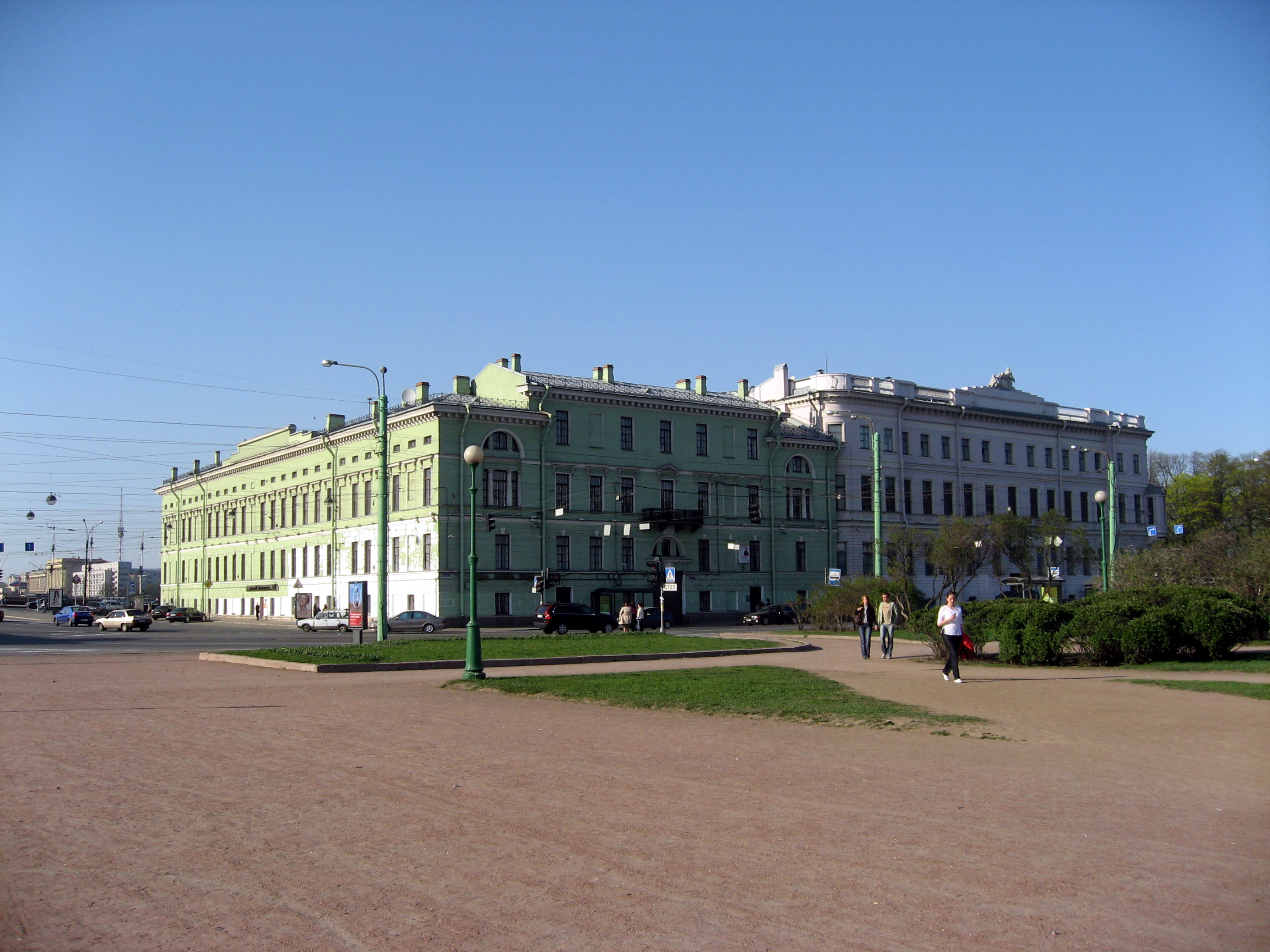
Дом Бецкого (справа) и дом Салтыкова (слева). Фасады, выходящие на Миллионную улицу. Вид с Марсова поля
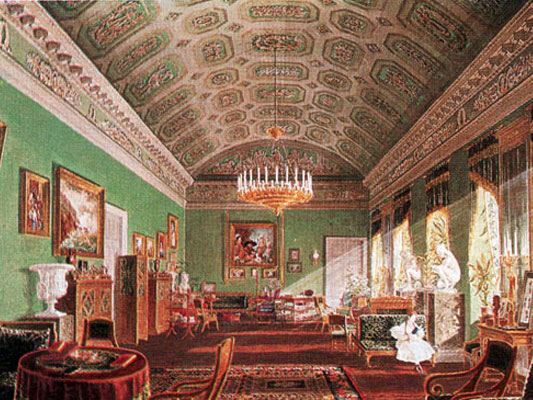
Й. Сотира. «Петербургская гостиная Долли Фикельмон в доме Ивана Салтыкова». 1835 год

#### Суворовская площадь
В конце XVIII века участок земли к западу от дома Салтыкова принадлежал А. Р. Воронцову, который вскоре отказался от этого землевладения и на этом месте Салтыковым был разбит сад, занимавший всё пространство до служебного корпуса Мраморного дворца и отделённый от Царицыного луга и берега Невы забором.
В 1818 году сад был выкуплен казной и по проекту архитектора К. И. Росси здесь была обустроена площадь перед Троицким мостом. На площадь с Марсова поля был перенесен памятник А. В. Суворову и с 1823 года она получила название Суворовской.

Суворовская площадь
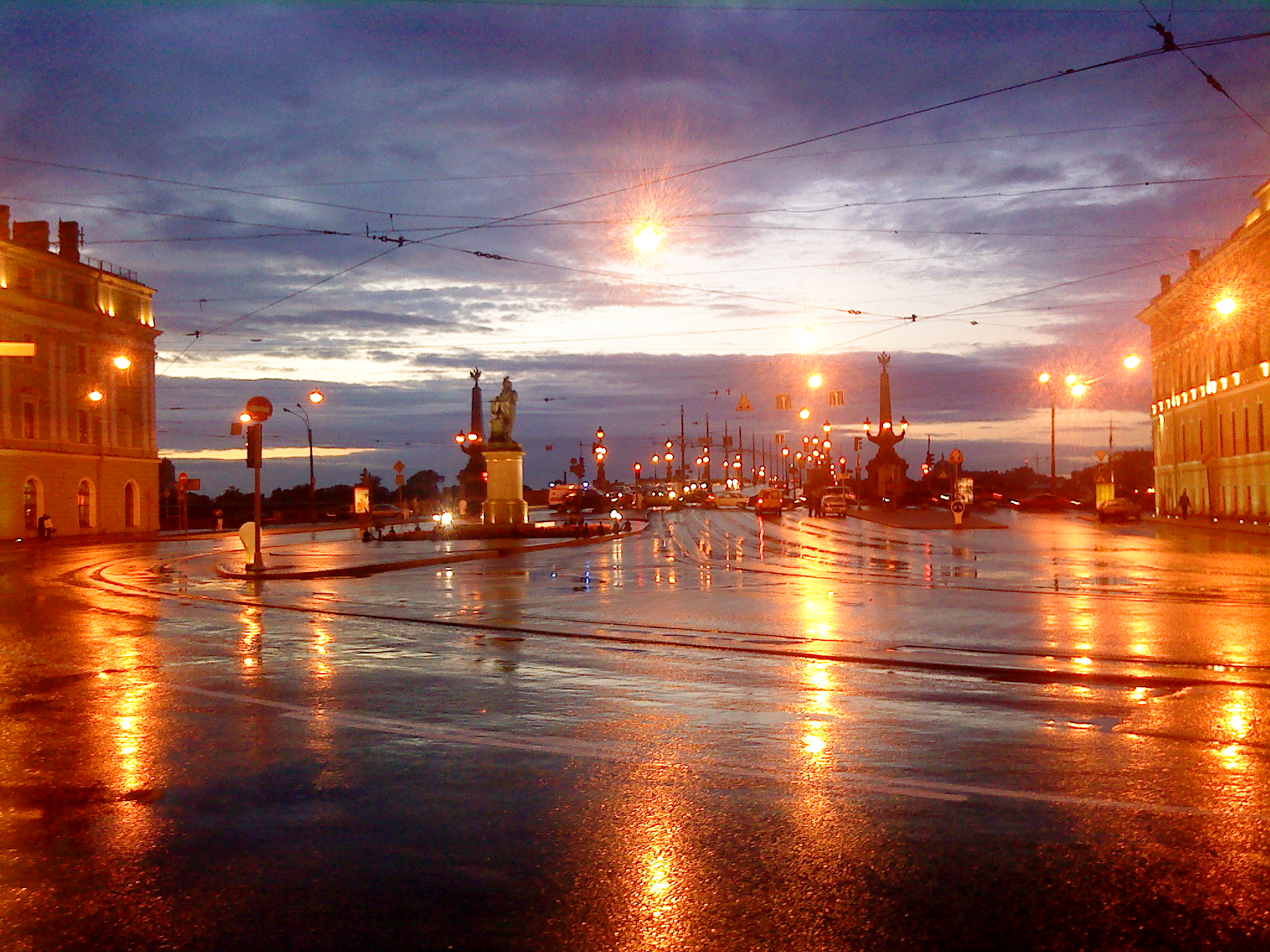
Вид на Суворовскую площадь от Миллионной улицы в ночное время. В центре находится памятник Суворову, на заднем плане — Троицкий мост, слева — дом Салтыкова, справа — служебный корпус Мраморного дворца
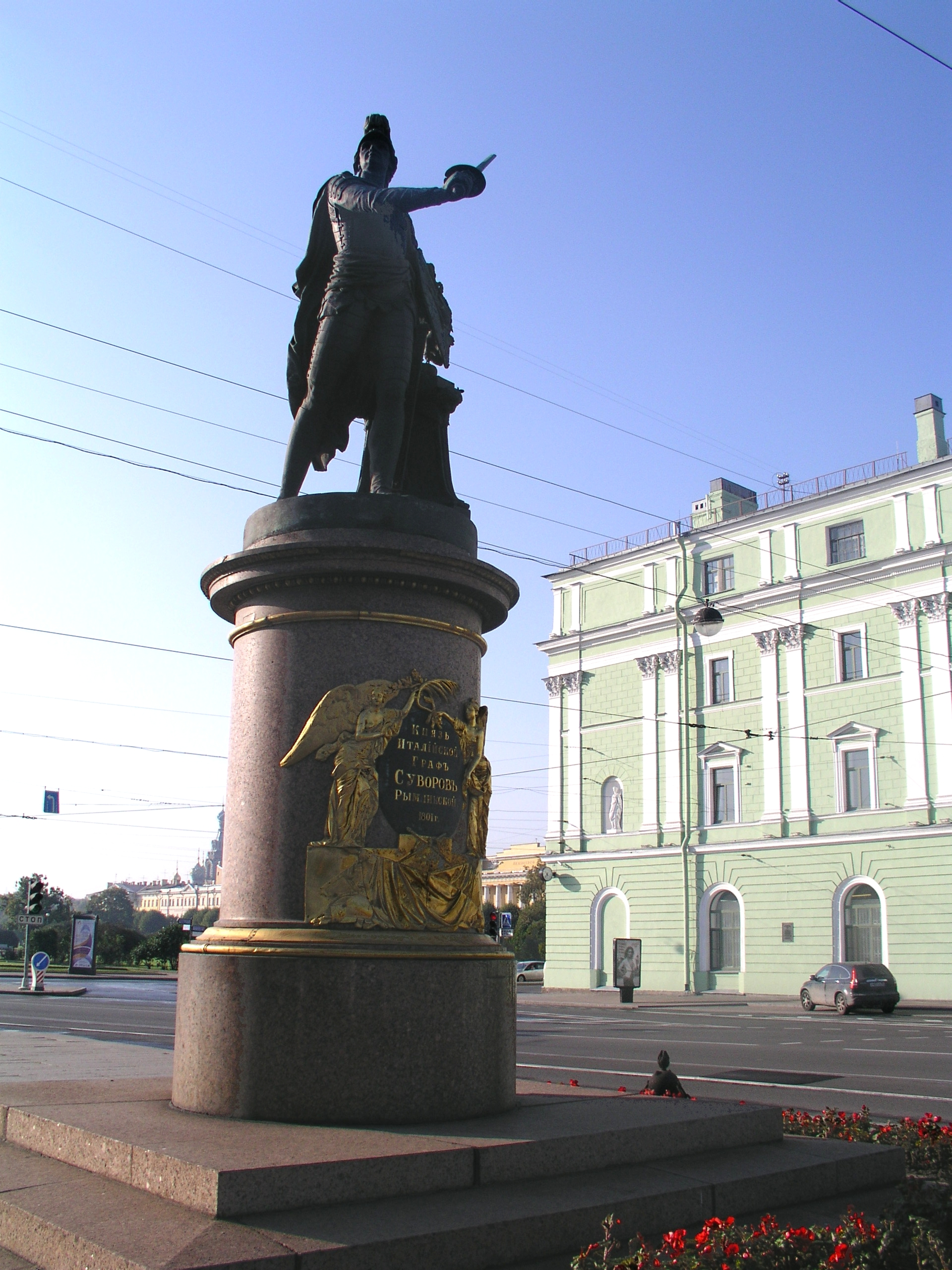
Памятник Суворову
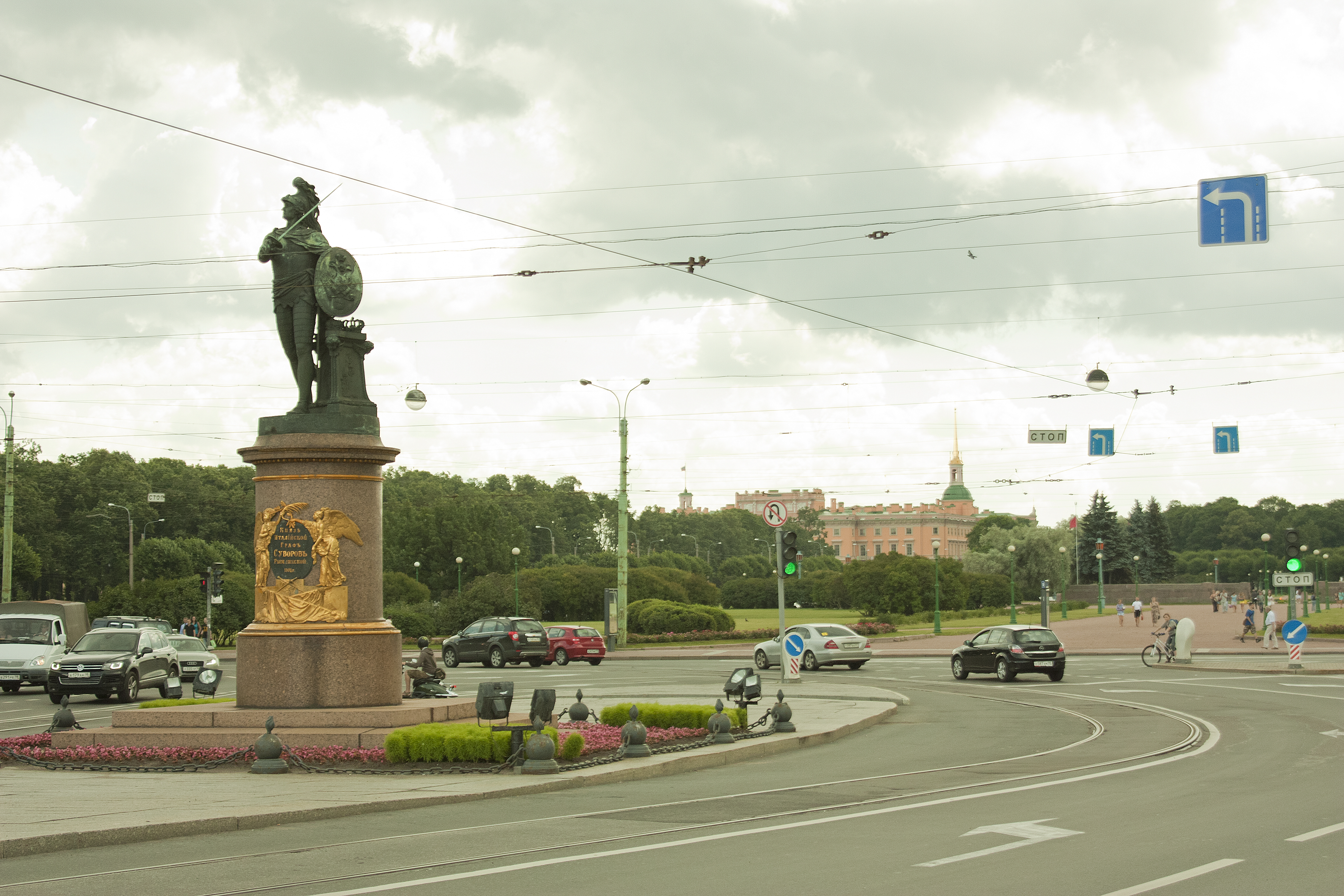
Суворовская площадь с примыкающей к ней Миллионной улицей
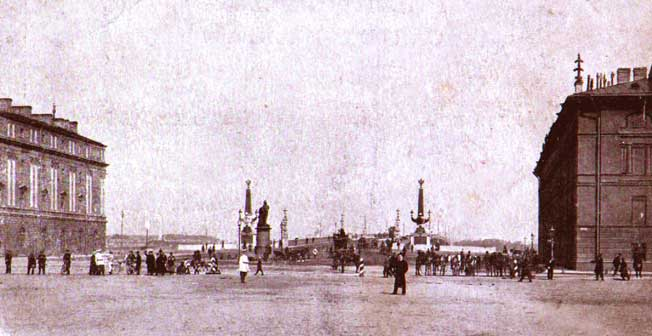
Суворовская площадь в начале XX века. Вид от Миллионной улицы

### От Суворовской площади до Аптекарского переулка

#### Служебный корпус Мраморного дворца (№ 5)

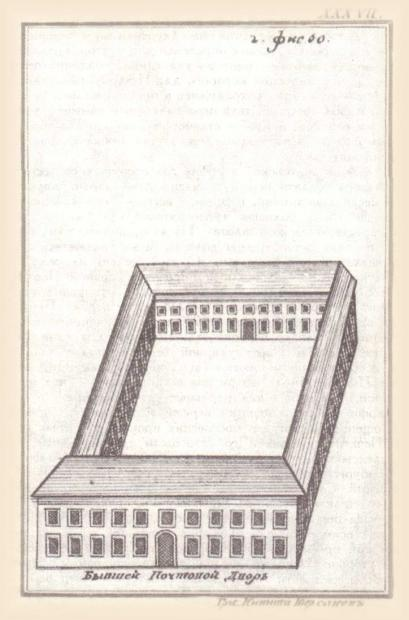
Почтовый двор. Рисунок середины XVIII века

У Суворовской площади по нечётной стороне улицы располагается здание служебного корпуса Мраморного дворца, выходящее своими фасадами на площадь, Миллионную улицу (Марсово поле), Дворцовую набережную и во внутренний дворик Мраморного дворца. Находящийся между дворцом и служебным корпусом сад отделён от улицы монументальной оградой.
В начале XVIII века, по некоторым данным, на этом месте находился деревянный «питейный дом», в котором государь праздновал первую годовщину Полтавской битвы. В 1714 году в сосновой роще на берегу Невы у «Перевозной пристани» на Большом лугу был построен первый петербургский почтовый двор (Пост-хаус), по сторонам которого были вырыты два прямоугольных пруда. Здание было одноэтажным и, по мнению А. Н. Сориц, было построено по чертежам Доменико Трезини. Уже в 1715—16 годах рядом было построено второе двухэтажное каменное здание петербургского почтамта. Некоторое время два здания стояли рядом, причём, вероятно, что в старом почтовом дворе был утроен постоялый двор. :
Первое время при почтовом дворе не было собственной конюшни и за лошадьми приходилось посылать в Ямскую слободу, находившуюся вблизи Александро-Невского монастыря, но вскоре рядом с почтовым двором были построены сараи для лошадей, каретные сараи, шорня и кузница. Кроме почтовой конторы, в этом же здании помещалась первая архитектурная школа, которую возглавлял архитектор Ж.-Б. Леблон. В 1735 году второе здание почтового двора сгорело. Третий по счёту почтамт был построен «подле канала, близ старого Зимнего дома Петра I, на той же улице» (на месте дома № 38).
В 1780—88 годах рядом с Мраморным дворцом по проекту архитектора Петра Егорова был построен двухэтажный служебный корпус, на первом этаже которого разместились каретни, конюшни, манеж и сенной склад, а на втором этаже — помещения для прислуги. Для постройки корпуса был засыпан Красный канал, а образовавшийся садик между Мраморным дворцом и построенным зданием Егоров оградил монументальной оградой.
В 1844—1849 годах Александр Брюллов перестроил здание. Был надстроен третий этаж, фасад был дополнен пилястрами. Наибольшей переделке подвергся выходящий во внутренний дворик западный фасад здания. Он был украшен скульптором Петром Клодтом барельефом «Служение лошади человеку», а на боковых фронтонах появились барельефные изображения тритонов, дельфинов и ростр. Со стороны Суворовской площади здание было украшено двумя статуями, которые, по одной из версий, были перенесены сюда из ограды Мраморного дворца. Фигура в южной нише символизирует «Приветливость», в северной — «Мир».
После Октябрьской революции в здании разместилось общежитие Центральной комиссии по улучшению быта учёных, и в нём в 1919—20 годах у своего второго мужа Владимира Шилейко проживала Анна Ахматова. Двухкомнатная квартира без удобств находилась в угловых комнатах третьего этажа и её окна выходили на Марсово поле и Суворовскую площадь.
В 1932—33 годах Служебный корпус Мраморного дворца был надстроен четвёртым этажом. С 1930 и до 1960 года здесь работал институт, готовивший инженеров для сельского хозяйства. В 1957 году часть помещений была передана Северо-Западному заочному политехническому институту, а спустя три года он занял весь служебный корпус Мраморного дворца. В 2011 году институт упразднён.
В 2021 году, вместе с комплексом Запасного дворца и Конюшенного двора при Ново-Михайловском дворце (Миллионная улица, дом № 6), здание было приобретено холдингом «Империя» для устройства в нём бизнес-центра сети «Сенатор».

Служебный корпус Мраморного дворца
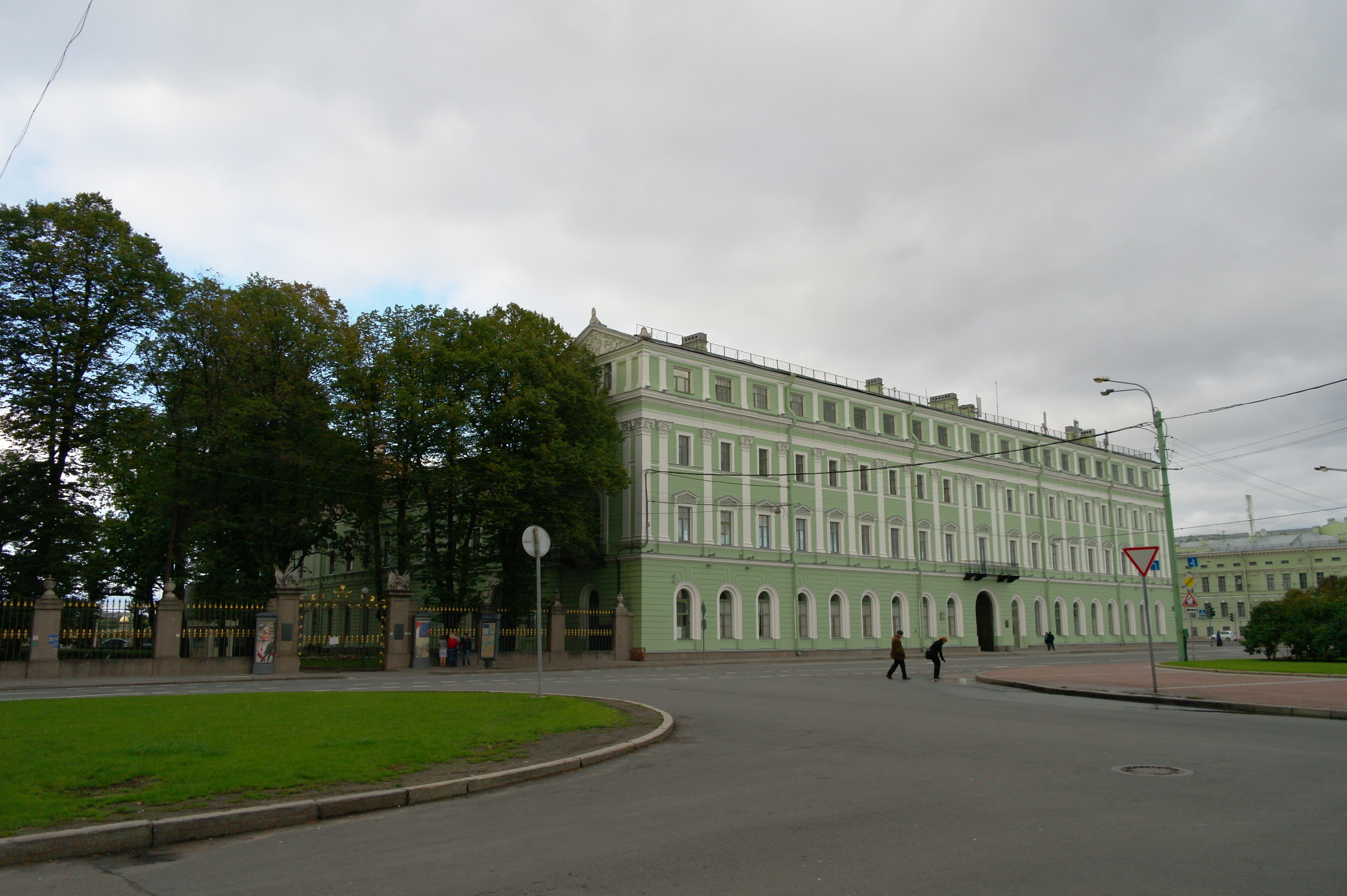
Служебный корпус Мраморного дворца. Фасад, выходящий на Миллионную улицу. Вид со стороны казарм Павловского полка
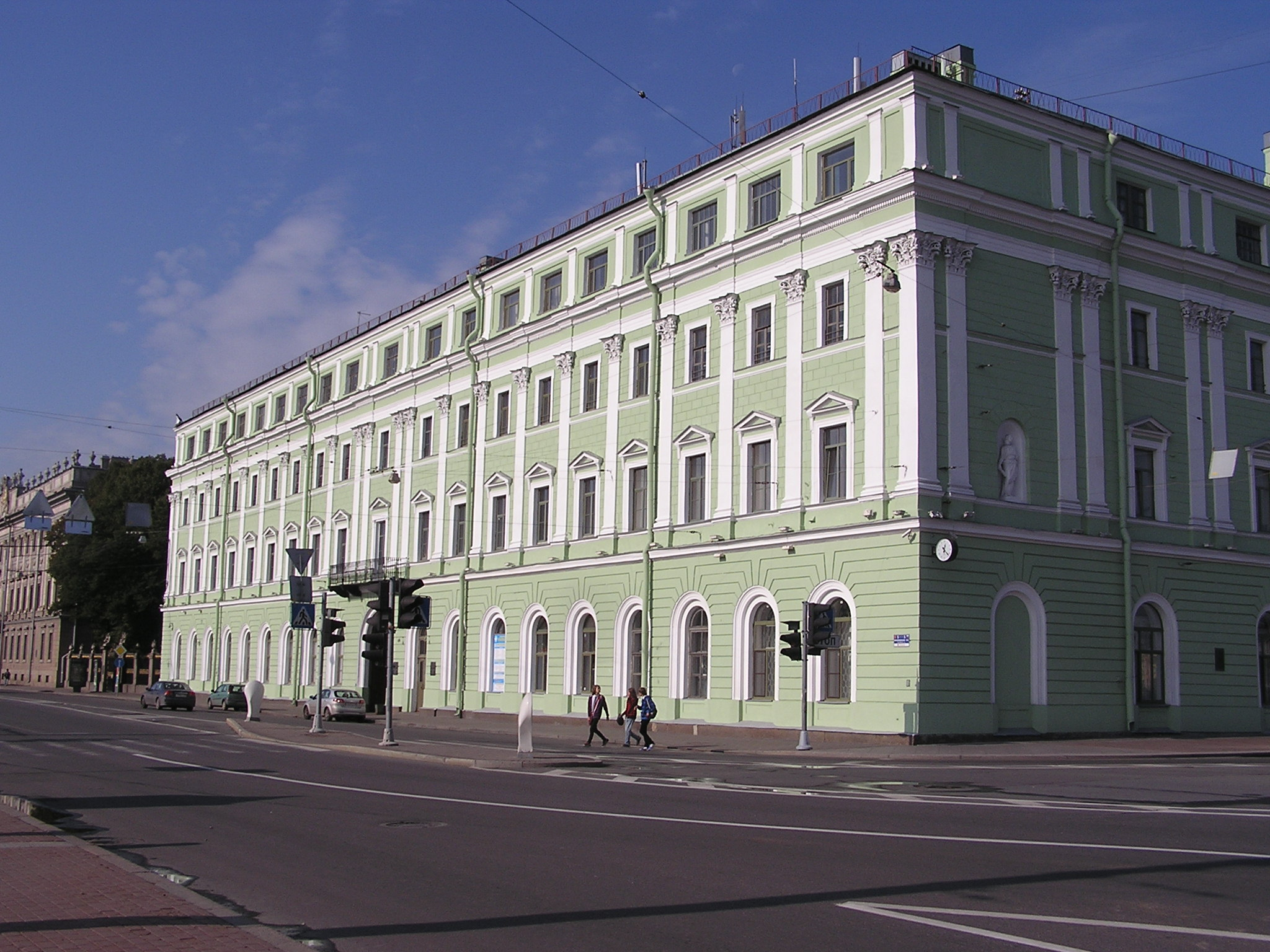
Служебный корпус Мраморного дворца. Фасад, выходящий на Миллионную улицу. Вид со стороны Марсова поля
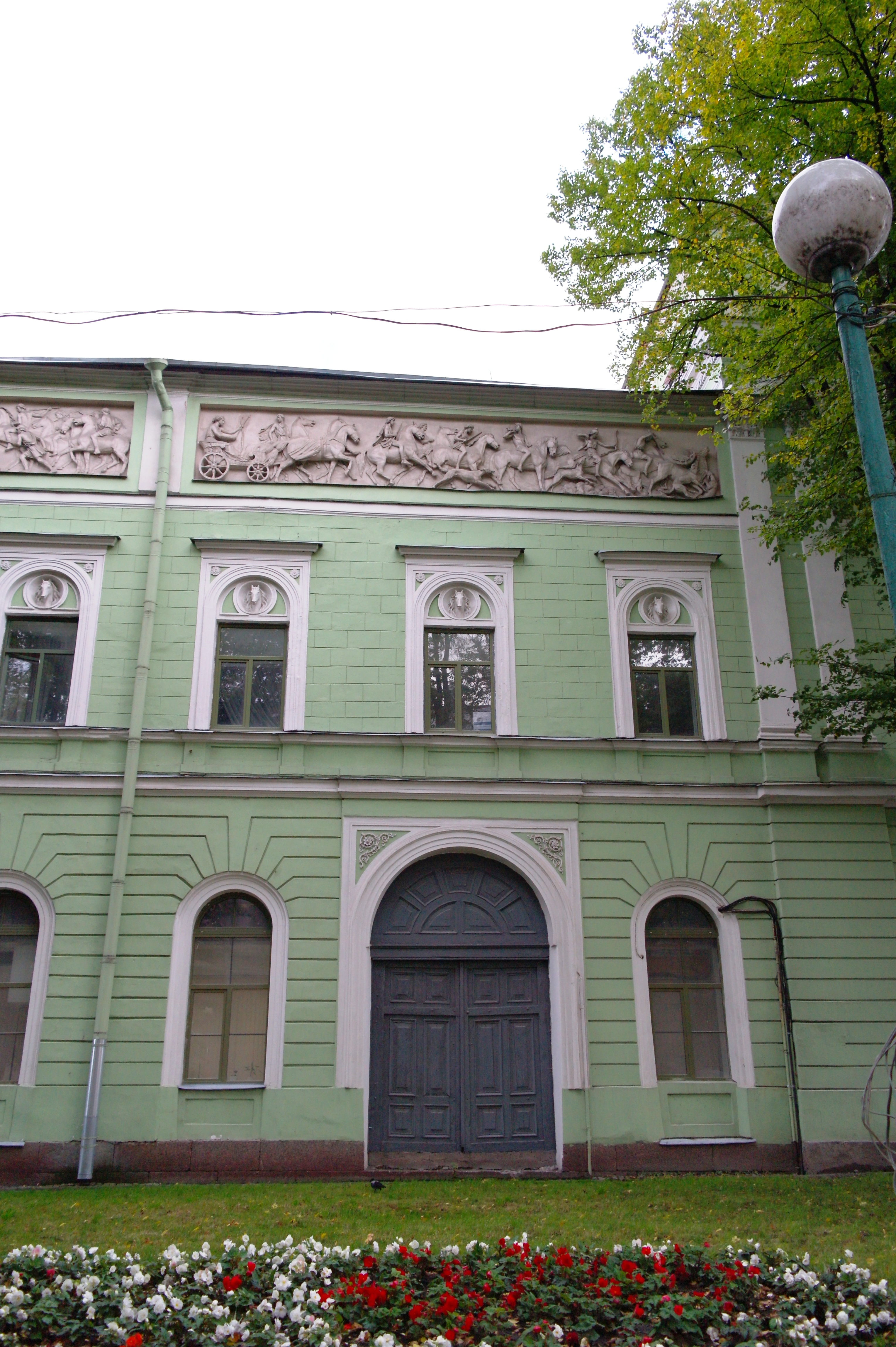
Служебный корпус Мраморного дворца. Фасад, выходящий во внутренний дворик

#### Мраморный дворец (№ 5А)
Следующим зданием по нечетной стороне улицы является Мраморный дворец, отделённый от своего служебного корпуса внутренним садиком, который со стороны Миллионной улицы отгорожен монументальной оградой. Западный фасад дворца выходит на Мраморный переулок.
При Петре I на месте, где сейчас находится Мраморный дворец, располагался построенный в 1714 году Почтовый двор с пристанью. 24 марта 1716 года именно на этот Почтовый двор из Италии прибыли отец и сын Растрелли. Около этого места с 1714 года находился Зверовый двор, в котором был помещён первый петербургский слон, подаренный русскому царю персидским шахом Солтан Хусейном После смерти слона 23 мая 1717 года. из него сделали чучело и выставили на обозрение в Кунсткамере, а в «слоновом амбаре» разместили Готторпский глобус, находившийся здесь до 1726 года, когда он также был перенесен в Кунсткамеру.
Пожар 1737 года уничтожил Почтовый двор и находящееся перед ним здание слоновника. Выжженное место расчистили, а этот участок назвали «Верхней набережной площадью». Площадка, ставшая продолжением Марсова поля, довольно долго пустовала и лишь в 1768 году по велению Екатерины II на её территории приступили к строительству дворца предназначавшегося в качестве подарка её фавориту Григорию Григорьевичу Орлову.
Дворец построен в 1768—85 годах по проекту архитектора Антонио Ринальди. Григорий Орлов так и не дождался окончания строительства, умерев в 1783 году. В том же году Екатерина II выкупила здание в казну у наследников графа, а в 1796 году пожаловала его своему внуку великому князю Константину Павловичу по случаю его бракосочетания. В 1797—98 годах во дворце жил последний король Польши (и также бывший фаворит Екатерины) Станислав Понятовский, внезапно умерший здесь же в 1798 году.
В XIX—XX веках дворец был родовым домом великих князей династии Романовых из ветви Константиновичей. После смерти Константина Павловича в 1831 году, император Николай I передал Мраморный дворец во владение своему второму сыну, адмиралу и одному из организаторов крестьянской реформы, Константину Николаевичу. Здание, бывшее уже в аварийном состоянии, в 1840-х годах реставрировал и отделывал по своему проекту архитектор Александр Брюллов.

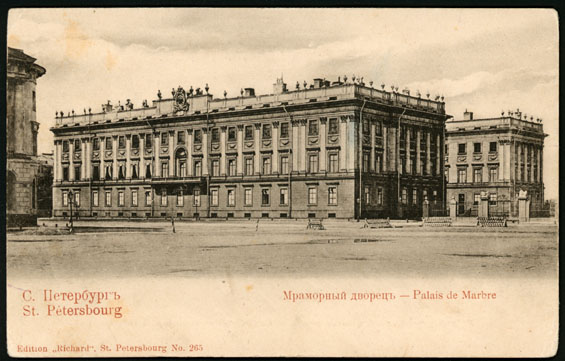
Мраморный дворец. Вид со стороны Миллионной улицы в начале XX века

В 1888 году владельцем дворца стал сын Константина Николаевича, президент Академии наук и поэт великий князь Константин Константинович (К. Р.). После него хозяином Мраморного дворца был сын Константина Константиновича, князь императорской крови Иоанн Константинович, сброшенный большевиками в шахту в Алапаевске в 1918 году. Брат Иоанна, Гавриил Константинович, написал в эмиграции воспоминания, озаглавленные «В Мраморном дворце».
В 1919—36 годах в здании находилась Российская Академия истории материальной культуры, а после её ликвидации — филиал Центрального музея Ленина. Для размещения экспозиции дворец был переделан архитекторами Н. Е. Лансере и Д. А. Васильевым, что привело к утрате архитектурной отделки залов второго этажа.
С 1950-х до конца 1980-х перед дворцом на постаменте располагался бронеавтомобиль Остин-Путиловец (с перерывом в 1970-х, когда он находился в вестибюле дворца), установленный в память о выступлении Ленина с похожего броневика по прибытии в Петроград 3 (16) апреля 1917 года. Затем броневик был передан в Артиллерийский музей, а освободившийся постамент в 1997 году занял памятник Александру III работы Паоло Трубецкого.
В 1992 году Мраморный дворец был передан Русскому музею. В залах Мраморного дворца разместилась постоянная экспозиция «Иностранные художники в России XVIII — первой половины XIX века», регулярно проходят временные выставки современных зарубежных и российских мастеров. В настоящее время дворец также используется для проведения различных конгрессов.

Мраморный дворец
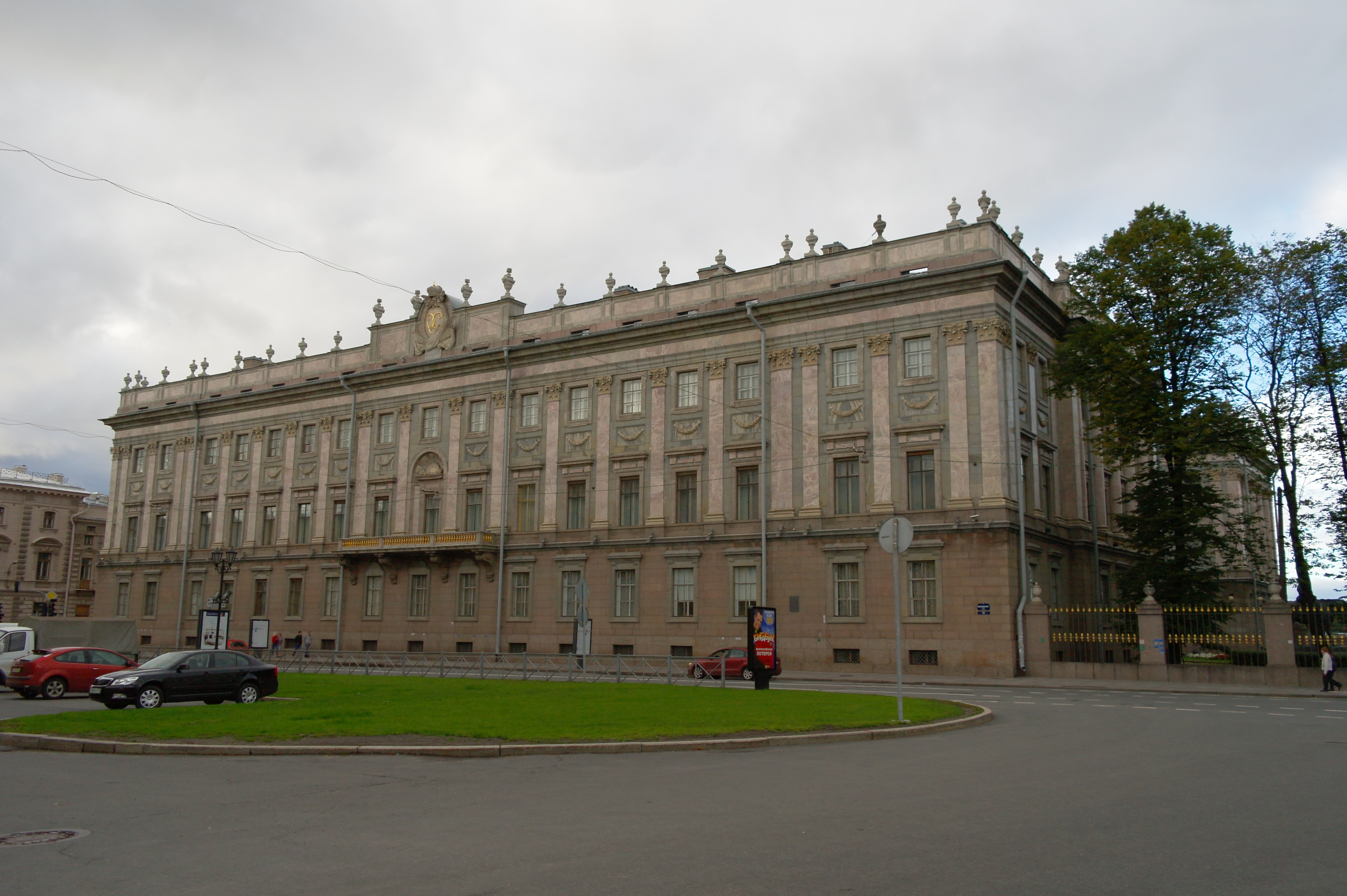
Мраморный дворец. Южный фасад, выходящий на Миллионную улицу.
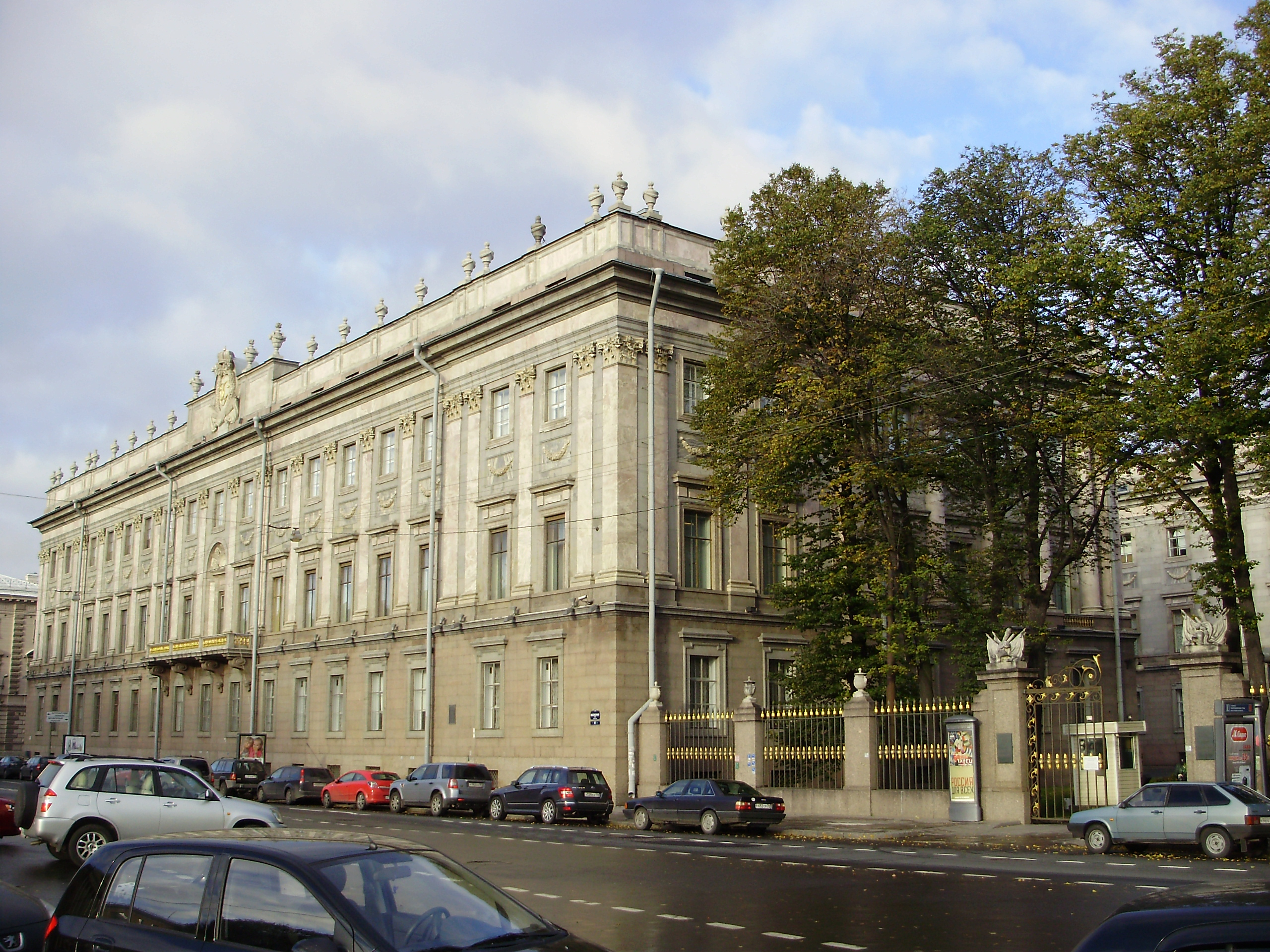
Мраморный дворец. Южный фасад, выходящий на Миллионную улицу. Вид со стороны Марсова поля
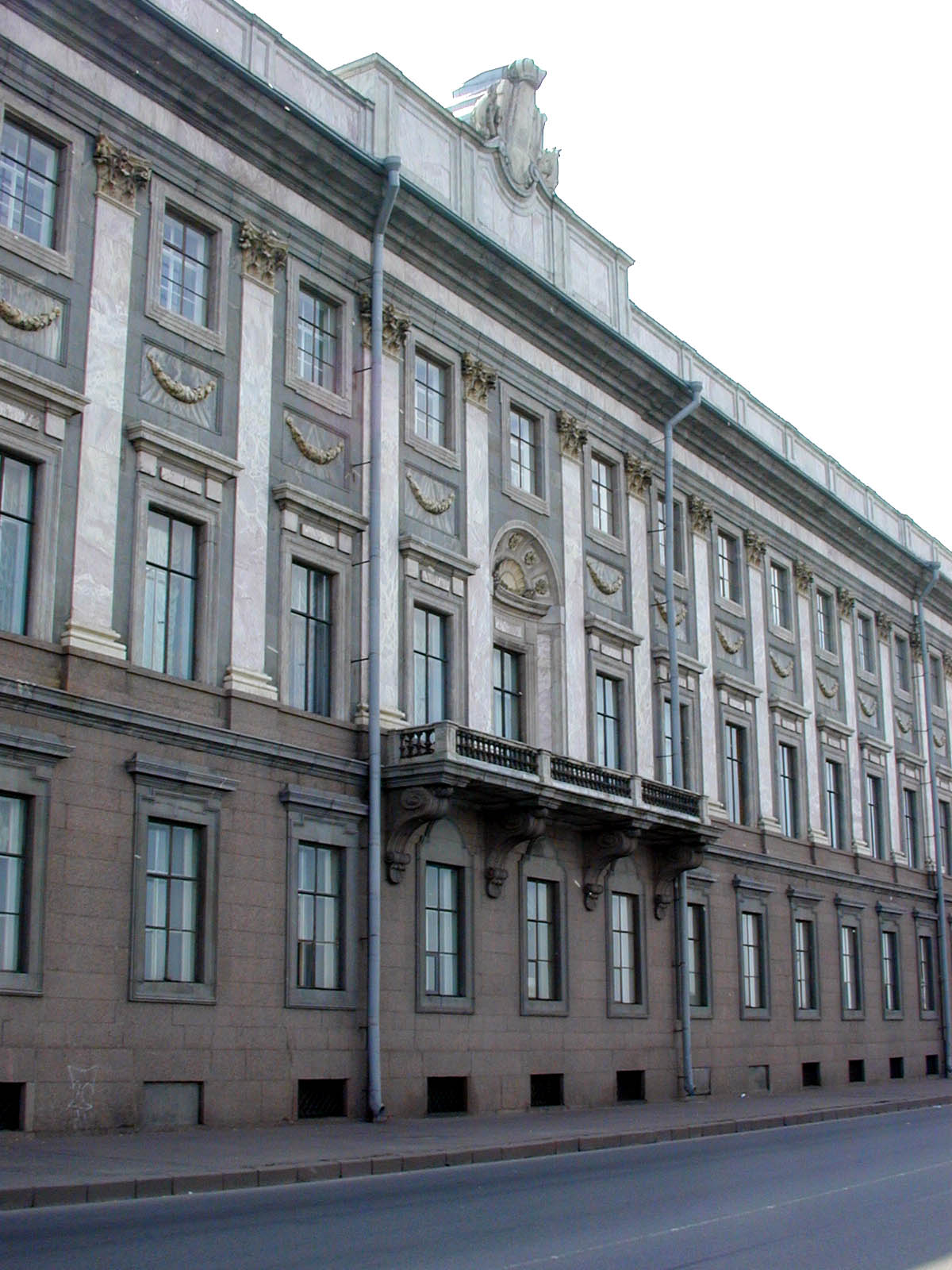
Мраморный дворец. Центральная часть южного фасада, входящая на Миллионную улицу
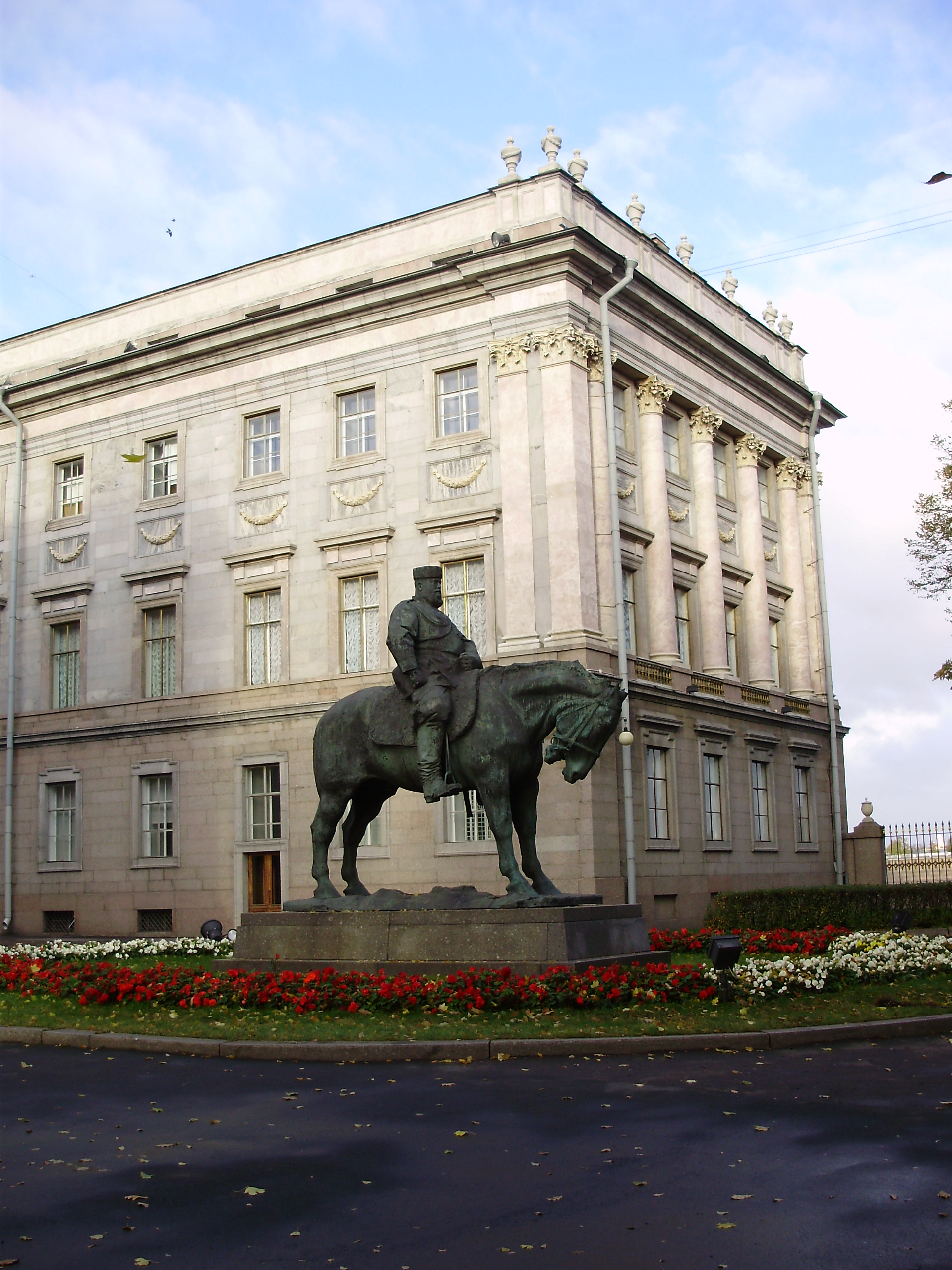
Памятник Александру III во внутреннем дворе Мраморного дворца

#### Казармы Павловского полка (№ 2)
Первым зданием по чётной стороне улицы являются казармы Павловского лейб-гвардии полка, выходящие своими фасадами, кроме Миллионной улицы, также на Марсово поле и Аптекарский переулок.
На этом месте перед Красным каналом в 1720—1730-х годах были построены два жилых дома, в одном из которых в 1725—27 годах жили цесаревна Анна Петровна и её муж герцог Карл-Фридрих Готторп-Голштинский. После их отъезда в Гольштейн освободившийся особняк Екатерина I передала князю Александру Львовичу Нарышкину, а в 1732 году в нём поселилась цесаревна Елизавета Петровна со своим морганатическим супругом Алексеем Разумовским. Из этого особняка, после совещания с жившим по соседству лейб-медиком Иоганном Лестоком, Алексеем Разумовским, братьями Александром и Пётром Шуваловыми, Михаилом Воронцовым, принцем Гессен‑Гомбургским, его женой Анастасией Трубецкой и Василием Салтыковым в ночь дворцового переворота она отправилась в казармы Преображенского полка поднимать солдат.
После опалы лейб-медика Лестока в 1748 году его дом «со всеми драгоценными вещами и серебром» был передан судившему его фельдмаршалу Степану Фёдоровичу Апраксину, после которого дом перешёл к Алексею Разумовскому у которого, в качестве адъютанта в 1740-х годах жил писатель Александр Сумароков.
После смерти Елизаветы Петровны в 1762 году оба здания были выкуплены у Разумовского казной и в 1770 году их снесли, а на их месте в 1780 году по проекту Ю. М. Фельтена было построено трёхэтажное здание Ломбарда с фасадом на Миллионную улицу. В 1784 году здание Ломбарда передали Воспитательному дому, а в 1797 году, после переезда Воспитательного дома на набережную Мойки, помещения бывшего Ломбарда занял Павловский полк.
Существующее здание не соответствовало потребностям Павловского полка. Началась разработка проекта перестройки старого здания. Так, в начале 1800-х годов, архитектор Луиджи Руска подготовил проект возведения на западной границе Марсова поля огромного комплекса зданий столичных министерств, который не был реализован. Перестройка началась только при Александре I, когда под руководством Василия Стасова в 1817—21 годах уже имеющиеся здания были несколько перепланированы, объединены единым фасадом, при сохранении пропорции и первого яруса фельтеновского здания На первом этаже находились комнаты офицеров и солдат. В 1820 году на втором и третьем этажах в центре здания была устроена церковь святого князя Александра Невского. Эти же этажи вместили покои полковых командиров, штабных офицеров и обер-офицеров. Корпуса со стороны Миллионной улицы и Аптекарского переулка содержали покои для 3 000 человек. Во дворе оборудовали конюшни на 47 стойл.
В Октябрьском вооружённом восстании 7 ноября (25 октября) 1917 года солдаты Павловского полка приняли активное участие на стороне большевиков. В 11 часов утра они выставили заставы на углу Мошкова переулка и Миллионной улицы, а затем приняли участие в штурме Зимнего дворца. В казармы Павловского полка были отведены «ударницы» (женщины-доброволицы «Женского батальона смерти», защищавшие Зимний дворец), после их пленения и разоружения во время штурма, где с некоторыми из них «обращались дурно».
25 марта 1918 году полк был расформирован, казармы Павловского полка 10 лет стояли пустыми. Ими пользовались беспризорники, которые ловили здесь кошек для продажи их шкурок.
В 1928 году здание передали управлению «Электроток» (или «Петроток», сейчас — «Ленэнерго»). При этом скульптор Рассадин переоформил барельеф на верхней части главного аттика, убрав с него символы царской власти и заменив надпись «Казармы лейб-гвардии Павловского полка» на «Ленэнерго». Во время Великой Отечественной войны, с 6 по 14 сентября 1941 года в здании формировалась 7-я дивизия народного ополчения. Во время блокады 6 ноября 1941 года в дом попала 250-килограммовая авиабомба, при попытке обезвредить которую погибло пятеро человек.
В 2011 году «Ленэнерго» переехала в новое здание. В следующем году началась реконструкция здания казарм Павловского полка для превращения его в элитный отель.

Казармы Павловского полка
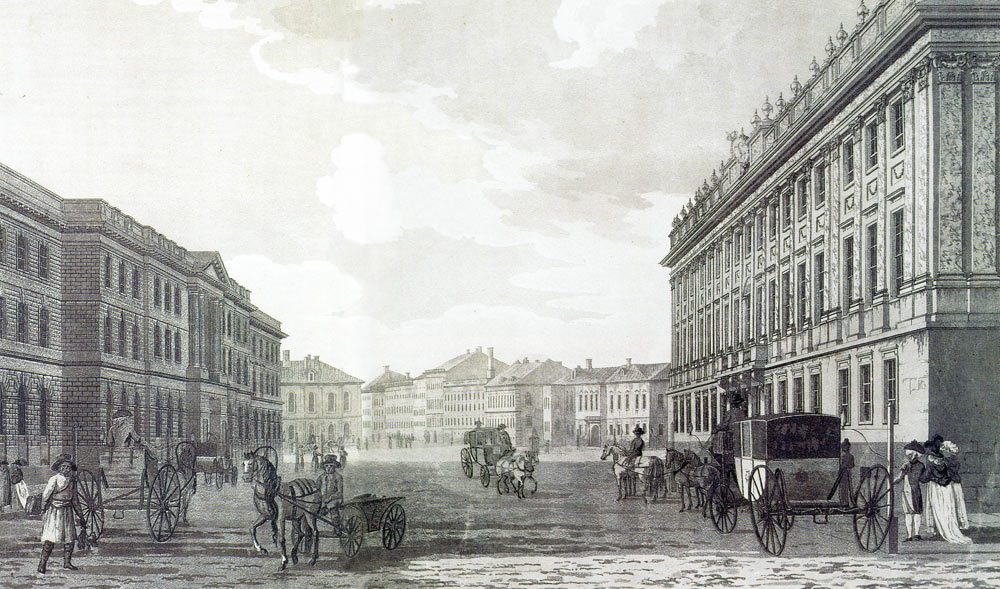
Вид Миллионной улицы. Гравюра Т. Малтона 1790 года[41]. Слева, напротив Мраморного дворца, видно здание Ломбарда и Воспитательного дома, выстроенное Ю. Фельтеном в 1779 году
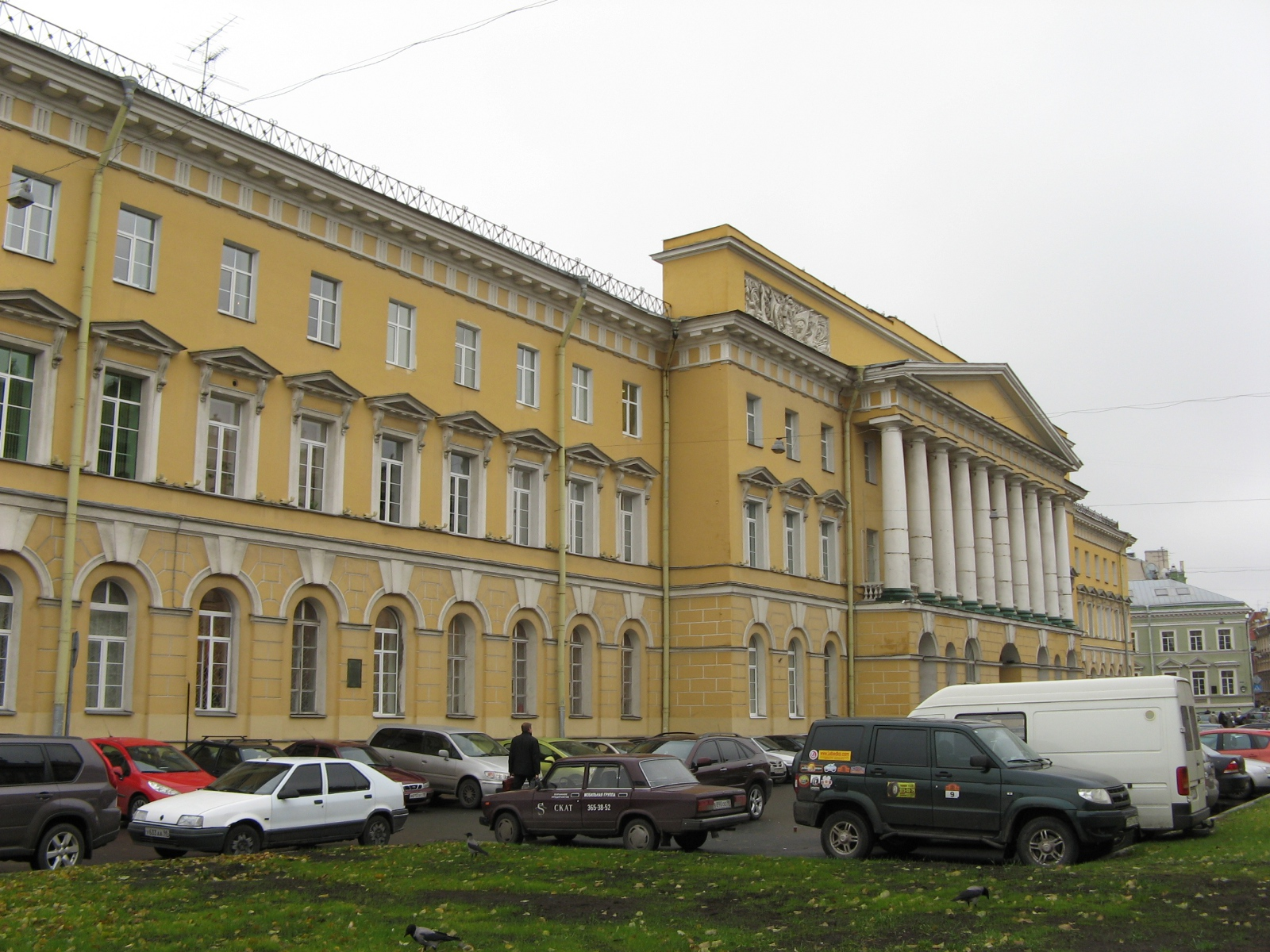
Здание казарм Павловского полка. Фасад, выходящий на Миллионную улицу
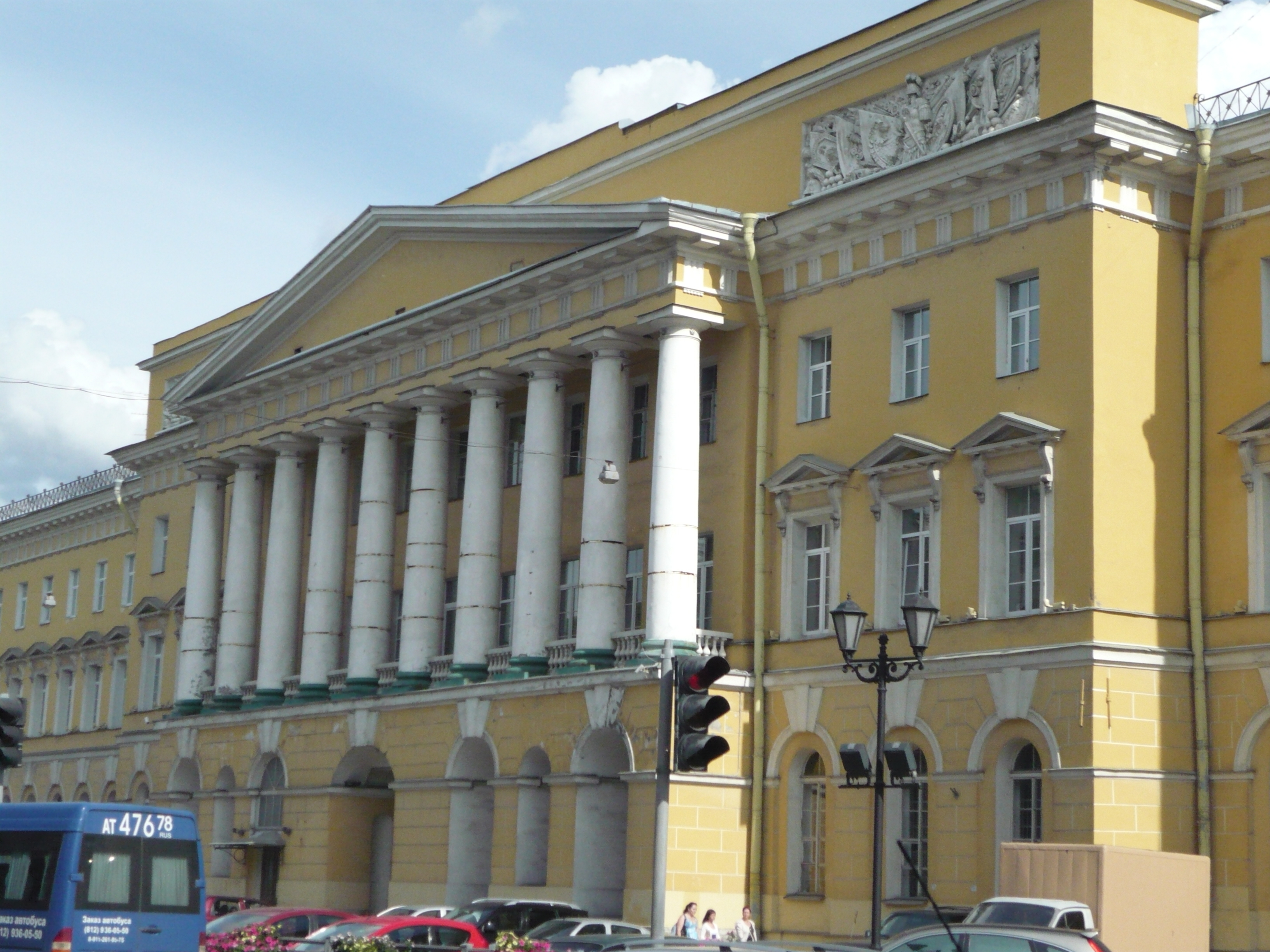
Здание казарм Павловского полка. Центральная часть фасада, выходящего на Миллионную улицу
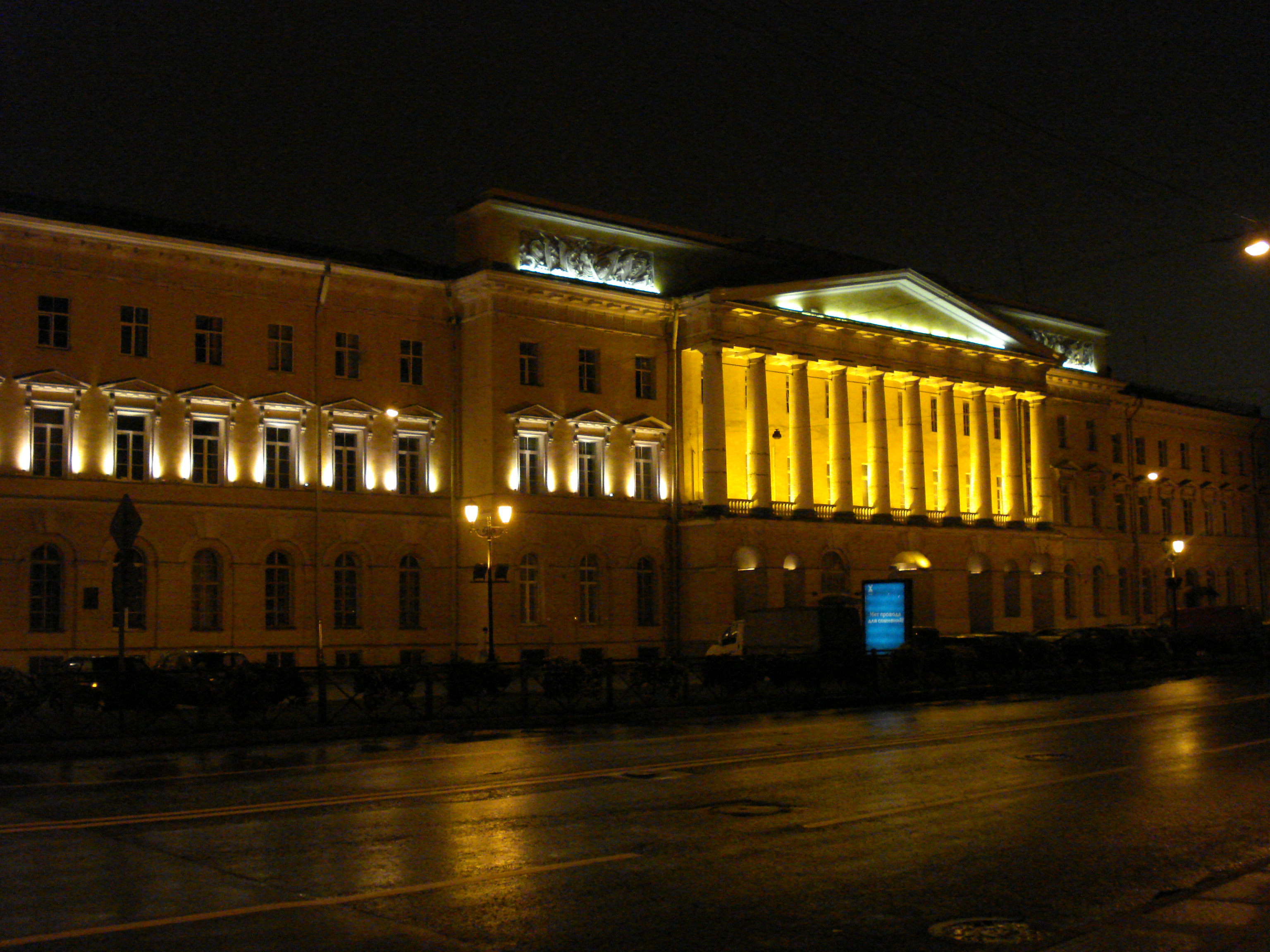
Здание казарм Павловского полка. Фасад, выходящий на Миллионную улицу ночью

#### Дворец Кантемира — Дом Громова (№ 7)

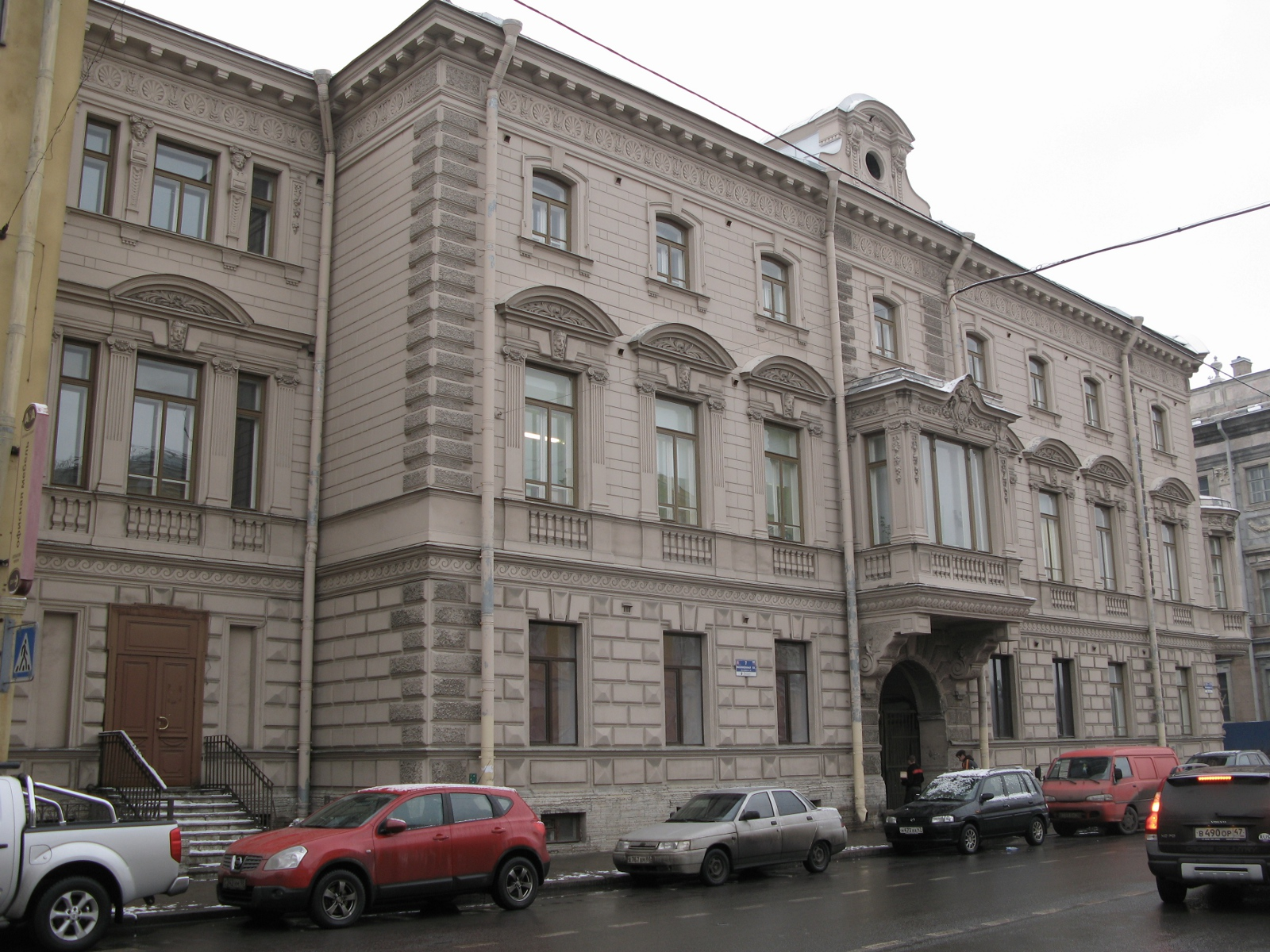
Дом Громова. Фасад, выходящий на Миллионную улицу

Следующее строение по нечетной стороне улице за Мраморным дворцом, имеет сразу три адреса: Миллионная улица № 7, Мраморный переулок № 1 и Дворцовая набережная № 8, и хотя формировалось в своё время как единый комплекс, в настоящее время его фасады стилистически представляют собой три разных здания: фасад дома на углу Миллионной и Мраморного переулка, фасад, выходящий на Мраморный переулок и фасад, выходящий на Дворцовую набережную.

### От Аптекарского до Мошкова переулка

#### Здание Главной аптеки (№ 4)

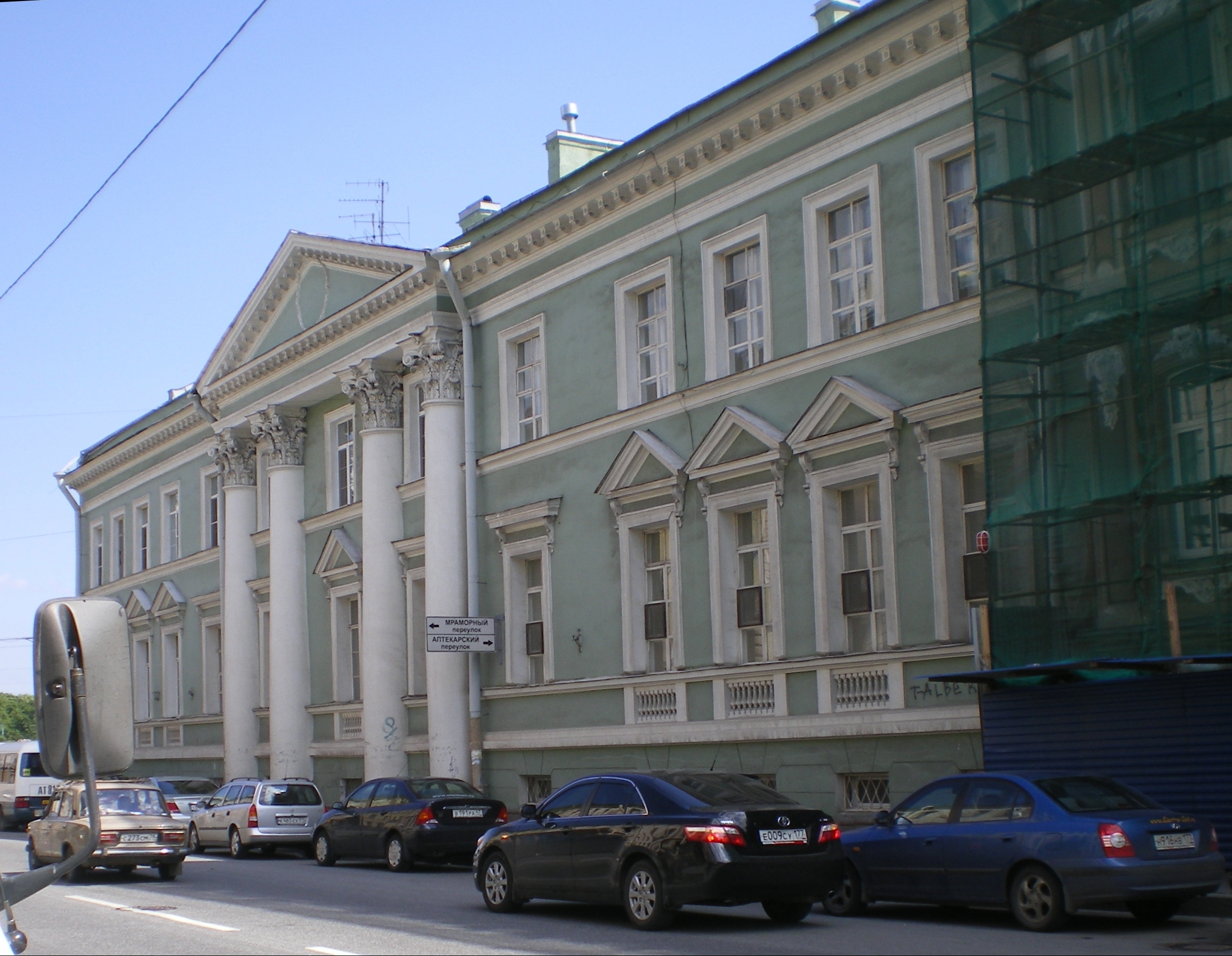
Здание Главной аптеки. Фасад, выходящий на Миллионную улицу

Следующим на чётной стороне улицы за зданием Павловских казарм является здание Главной аптеки, отделённое от предыдущего Аптекарским переулком.
В начале XVIII века на этом месте стоял дом аптекаря Леекенса. В 1722 году на этом участке по проекту Доменико Трезини была построено каменное здание Главной сухопутной аптеки, которую переместили на это место из Петропавловской крепости в 1724 году. В связи с этим переулок, примыкавший в этом месте к Миллионной улице получил название — Аптекарский. В 1731 году сухопутная аптека была объединена с дворцовой и новое учреждение стало именоваться Императорской Главной аптекой. Первое здание аптеки сгорело в 1735 году, его восстановили, но здание вновь было уничтожено пожаром в 1737 году.
К концу XVIII века здание сильно обветшало и в 1796 году было построено новое здание по проекту Д. Кваренги. Во второй половине XIX века отдельные деталь фасада были незначительно изменены, но здание в целом хорошо сохранилось до наших дней. С 1839 года аптека была переведена в новое здание по адресу Невский проспект, дом № 66, а в бывшем здании аптеки были размещены квартиры офицеров Павловского полка. Они находились в этом здании вплоть до 1917 года.
В начале XXI века вокруг здания разогрелся скандал. В 2011 году одним из жильцов над своей квартирой незаконно была надстроена мансарда, которая была снесена по решению суда.
Главный фасад, выходящий на Миллионную улицу украшен четырьмя коринфскими полуколоннами и треугольным фронтоном, а боковой фасад по Аптекарскому переулку — четырьмя пилястрами и фронтоном.

#### Дом Бортнянского (№ 9)
Существует мнение, что дом Д. С. Бортнянского находится на бывшем участке П. Короткова. В книге Анатолия Иванова «Дома и люди. Из истории петербургских особняков», издана в 2005 г., на страницах 78 — 83 опубликован очерк « Скорбит душа моя … (Дом № 9 по Миллионной улице)». В этом очерке сообщается, что дом Д. С. Бортнянского — это часть бывшего дворового места Д. Кантемира.
Первый жилой дом на этом участке был построен в 1705 году купцом Прокофием Коротковым. В послепетровское время здесь находился дом фельдмаршала князя Ивана Юрьевича Трубецкого Большого. В 1797 году трёхэтажный дом приобрёл композитор Дмитрий Степанович Бортнянский, который прожил в нём до самой смерти в 1825 году. По его заказу в 1803 году архитектор А. Д. Захаров перестроил особняк.
После смерти Бортнянского дом купил купец Марк Исаакович Гарфункель, причём, по некоторым данным, дом в тот момент был пятиэтажным. В 1860-х годах домом владел тайный советник Дмитрий Михайлович Прокопович-Антонский, а после его смерти дом перешёл вдове, Марии Андреевне. В конце XIX века здесь находилось посольство Португалии. В начале XX века участок принадлежал чиновникам Александру Михайловичу и Владимиру Николаевичу Рембелинским. а после них владельцами дома стали Владимир Александрович Ратьков-Рожнов и его сын Ананий, жившие по соседству, в доме № 7.

#### Особняк Гагарина — Дом Жеребцовой (№ 11)
В 1720-х годах здесь было три участка с домами, один из которых принадлежал В. В. Долгорукову. В 1790-е годах он принадлежал капитану П. П. Рогозинскому. В начале XIX века этот и соседние участки на набережной, принадлежавшие адмиралу О. М. де Рибасу, по указанию Павла I были приобретены в казну и отданы П. В. Лопухину с дочерью — А. П. Лопухиной, муж которой, П. Г. Гагарин жил здесь до своей смерти в 1850 году.
Дом наследовала его дочь Наталья (1837—1912), вышедшая замуж за Михаила Дмитриевича Жеребцова. При ней дом был перестроен архитектором Л. В. Фонтана, который объединил его с домом на набережной. С 1914 года домом владел Иван Агапиевич Воронин. До 1917 года здесь также размещались в разное время: посольство США, дипломатическая миссия Дании, канцелярия посольства Румынии.

#### Запасной дворец при Ново-Михайловском дворце (№ 6)

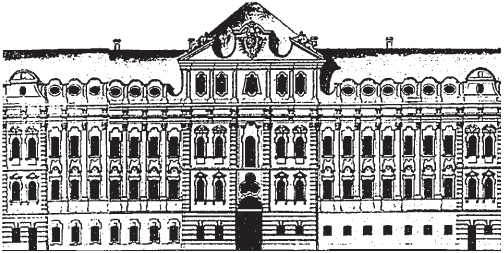
Чертёж дома Балка-Полева

В 1733 году участок был пожалован Павлу Фёдоровичу Балк-Полеву, построил по проекту архитектора Ивана Коробова со стороны Миллионной улицы каменный особняк в два этажа на высоких погребах с мезонином, законченный в 1741 году. В 1738 году в доме была освящена церковь во имя Иоанна Богослова После смерти Павла Фёдоровича в 1743 году дом перешёл по наследству его младшей дочери Матрёне, которая в 1755 году продала особняк мужу сестры Марии, гофмаршалу Семёну Кирилловичу Нарышкину, В это время на Миллионную улицу выходил солидный трёхэтажный особняк, фасад которого даже со двора был обильно украшен лепниной, а центральные въездные ворота позволяли проехать с улицы во двор, тогда как со стороны Мойки располагались лишь служебные, в основном деревянные постройки. После смерти Нарышкина в 1775 году дом перешёл его жене, Марии Павловне.
После смерти Марии Павловны Нарышкиной в 1793 году, по её завещанию, особняк перешёл к её племяннику, сыну её сестры Натальи, князю Павлу Щербатову, который на другом конце участка лицом к набережной Мойки построил двухэтажный каменный флигель с аркадой в первом этаже, с девятью торговыми лавками сдаваемыми в аренду местным купцам (наб. Мойки № 5). Через год по распоряжению князя здание надстроили третьим этажом, оформили фасады дома рустом и лепными деталями Помещения в новом корпусе, как и в особняке на Миллионной, сдавались внаём. Когда в 1831 году Щербатов умер, домом стала управлять его вдова, Анастасия Валентиновна. После смерти последней в 1841 году, дом перешёл к их дочери — Натальи Павловне Зубовой, которая продала дом некой Рубцовой, от которой через несколько лет участок достался жене графине Ольге Павловне Зубовой. В 1856 году в доме жил композитор Николай Андреевич Римский-Корсаков. В середине XIX века архитектор Карл-Густав Альштрем перестроил дом.
В 1857 году весь участок был выкуплен в казну и под руководством придворного архитектора Андрея Штакеншнейдера в начале 1860-х годов был перестроен под служебный корпус и конюшенный двор Ново-Михайловского дворца. Фасад дома по Миллионной был декорирован пилястрами, убранством в стиле рококо (завитки в виде раковин, растительный орнамент, изогнутый в спирали, асимметрия декора). В корпусе находились квартиры придворных великого князя и основные службы дворца, а в дворовых строениях между Миллионной и Мойкой размещались конюшни и сараи. В 1863 году часть участка, примыкающая к Мойке, была сдана в аренду известному мебельному фабриканту К. А. Туру В начале 1920-х годов в корпусе, выходящем на Миллионную улицу, работало консульство Бухарской народной республики. После него здесь были устроены обычные коммунальные квартиры, в одной из которых жил историк театра Юрий Слонимский. В начале 1930-х годов здание было надстроено ещё двумя этажами. С 1967 года здесь размещается Северо-Западный государственный заочный технический университет.
В 2021 году, вместе с зданием Служебного корпуса Мраморного дворца (Миллионная улица, дом № 5), комплекс зданий был приобретен холдингом «Империя» для устройства в нём бизнес-центра сети «Сенатор».

#### Дом Чевкина (№ 13)
В начале XVIII века на этом месте стоял дом оберцалмейстера Дмитрия Симонова. В 1715 году его купил капитан-лейтенант Данила Чевкин. По всей видимости, он выкупил весь участок до Дворцовой набережной. К 1730 году уличный флигель его дома был полностью отстроен, и часть его сдавалась под торговые заведения, а флигель, выходящий на Дворцовую набережную был завершен только в 1740-х годах. В конце XVIII — начале XIX веков дом принадлежал графу Григорию Владимировичу Орлову В 1820-х годах домом владел генерал-лейтенант А. П. Ожерский,. а в конце 1830-х годов участок перешёл семье Рюминых. В 1839 году архитектор К. Я. Маевский перестроил особняк добавив к нему третий этаж и изменив фасад.
В 1860-х годах дом принадлежал княгине Елизавете Сергеевне Мещерской (при этом, в 1871 году смежный участок дома № 12 по Дворцовой набережной принадлежал княгине Надежде Ивановне Мещерской). В 1890-х годах участок принадлежал княгине Марии Николаевне Васильчиковой, затем — графу Н. С. Строганову, а ещё позже — промышленнику Лазарю Яковлевичу Полякову, при котором тут начал работу аристократический «Новый клуб». После революции клуб прекратил своё существование, а его помещения заняли коммунальные квартиры. В 1930-х годах в доме жили художник-карикатурист Н. Э. Радлов и артист Е. П. Студенцов.

#### Дом Д. П. Салтыковой (№ 15)
Сквозной участок до набережной Невы в 1732 году императрица Анна Иоанновна подарила князю Алексею Ивановичу Шаховскому, который, впрочем, в доме практически не жил, так как по служебным обстоятельствам постоянно находился вначале в Польше, а затем на Украине. Сохранившийся до наших дней дом, выходящий на Миллионную улицу, был построен в конце XVIII века. В начале XIX века им владела графиня Дарья Петровна Салтыкова, затем банкир Ливио. В 1800-е годы Департамент уделов выкупил дом банкира Ливио вместе с соседними «Миллионным домом» и зданием городского ведомства.
В конце XIX века особняком владела внебрачная дочь великого князя Михаила Павловича, Надежда Михайловна Половцова, супруга государственного секретаря Александра Александровича Половцова, которая сдавала дом в наём. В 1898 году архитектор Л. Петерсен переделал в доме здесь интерьеры, провёл водопровод, устроил в подвале кладовые. В начале XX века участок, вместе с соседним домом Чевкина перешёл во владение «Нового клуба». В 1907 году архитектор Роберт Марфельд изменил фасад и интерьеры здания.

#### Дом Глинки-Маврина (№ 8)
Дом № 8, кроме названия «дома Глинки-Марина», также носит второе имя «Дом Тарханова-Моуравова». Когда то это был сквозной участок до набережной Мойки, где дом имел № 7. Это один из самых узких домов на улице — его фасад имеет в ширину всего 13 метров (четыре окна). В 1730-х годах на этом участке находился каменный дом армянского купца Фишера (Вершеля). В 1740-х годах им владел придворный лекарь Христофор Михайлович Паульсен. После его смерти дом по наследству перешёл к его сыну архитектору Готлибу Паульсену. К этому времени со стороны Миллионной улицы стоял каменный двухэтажный на высоких подвалах дом, а к Мойке выходила огороженная деревянным забором пустая территория, которая была застроена только в начале XIX века. Одним из жителей дома № 7 по реке Мойке в 1825—27 годах был поэт Павел Александрович Катенин. С 1844 года домом владела Анна Александровна Маврина, дочь генерала Александра Яковлевича Сукина и жена сенатора Семёна Филипповича Маврина. После её смерти в 1871 году дом перешёл к её дочери Александре Семёновне, вышедшей замуж за генерала Бориса Григорьевича Глинку, которому с 1865 года было дозволено носить двойную фамилию «Глинка-Маврин». Их семья проживала в квартире № 4. После смерти Бориса Глинки-Маврина в 1895 году домом владел его сын полковник Кавалергардского полка в отставке Николай Борисович Глинка-Маврин. По его приглашению 1 декабря 1895 года квартиру на третьем этаже занял его знакомый по полку, поручик, будущий президент Финляндии Густав Карлович Маннергейм. Здесь он, вместе со своей женой Анастасией Николаевной и дочерьми Анастасией и Софьей, прожил до 17 сентября 1898 года, после чего семья перебралась в казённую квартиру на набережной Мойки (дом № 29).
В 1903—05 годах здание со стороны Мойки было надстроено по проекту техника-строителя А. К. Голосуева. Позже был построен новый дом № 8 по Миллионной улице. Этой работой занимался А. К. Голосуев по чертежам Г. П. Хржонстовского О владельцах дома в начале XX века имеются противоречивые сведения. Согласно В. Измозику в 1903—05 годах участком владел директор-распорядитель «Первого товарищества публикационного дела в России» князь Юрий Григорьевич Тарханов-Моуравов. В то время как Г. Зуев утверждает, что перестройка здания со стороны Мойки производились в 1903—04 годах ещё для Н. Б. Глинки-Маврина, от которого в 1905 году участок перешёл купчихе Елене Николаевне Бириной, вышедшей вскоре за помощника петербургского градоначальника генерал-лейтенанта Оскара Игнатьевича Вендорфа. При этом, по документам территория принадлежала Вендорфу, но фактически им распоряжалась его супруга. В. Измозик утверждает, что Вендорфам участок перешёл лишь за несколько лет до 1917 года. Возможно, речь идёт о двух самостоятельных участках, которые оказались в одних руках только перед революцией.

#### Доходный дом Петербургского английского собрания (№ 17)
Согласно Т. А. Соловьёвой при Петре I домом на участке до набережной Невы на этом месте владел майор Василий Корчмин. В то же время, В. С. Измозик считает, что Василий Корчмин владел соседним участком, на котором впоследствии расположился Ново-Михайловский дворец (Дворцовая набережная, 18 и Миллионная улица, 19). В пользу второй версии говорит и упоминание о доме Корчмина в книге А. И. Богданова «Описание Санкт-Петербурга», написанной в середине XVIII века.
В 1730-х годах владельцем участка был генерал-аншеф Андрей Иванович Ушаков, а в начале XIX века дом принадлежал княгине Екатерине Алексеевне Долгоруковой. Т. А. Соловьёва сообщает, что в 1806 году дом № 16 по набережной принадлежал камер-фрейлине Екатерине Ивановне Велле, а с 1829 года им владел граф Александр Иванович Апраксин, который в 1846 году продал его князю Льву Радзивиллу и его супруге Софье Александровне, которые владели всем участком от берега Невы до Миллионной улицы.
С конца XIX века дом принадлежал аристократическому клубу «Английское собрание». По его заказу в 1899—1900 годах дом со стороны Миллионной улицы был перестроен по проекту архитектора Ф. Вержбицкого. После революции 1917 года Английский клуб прекратили своё существование, а помещения дома заняли коммунальные квартиры. 30 августа 1918 года во дворе дома № 17 по Миллионной улице был задержан Леонид Каннегисер, пытавшийся здесь скрыться после убийства Моисея Урицкого.

#### Дом Штакеншнейдеров (№ 10)

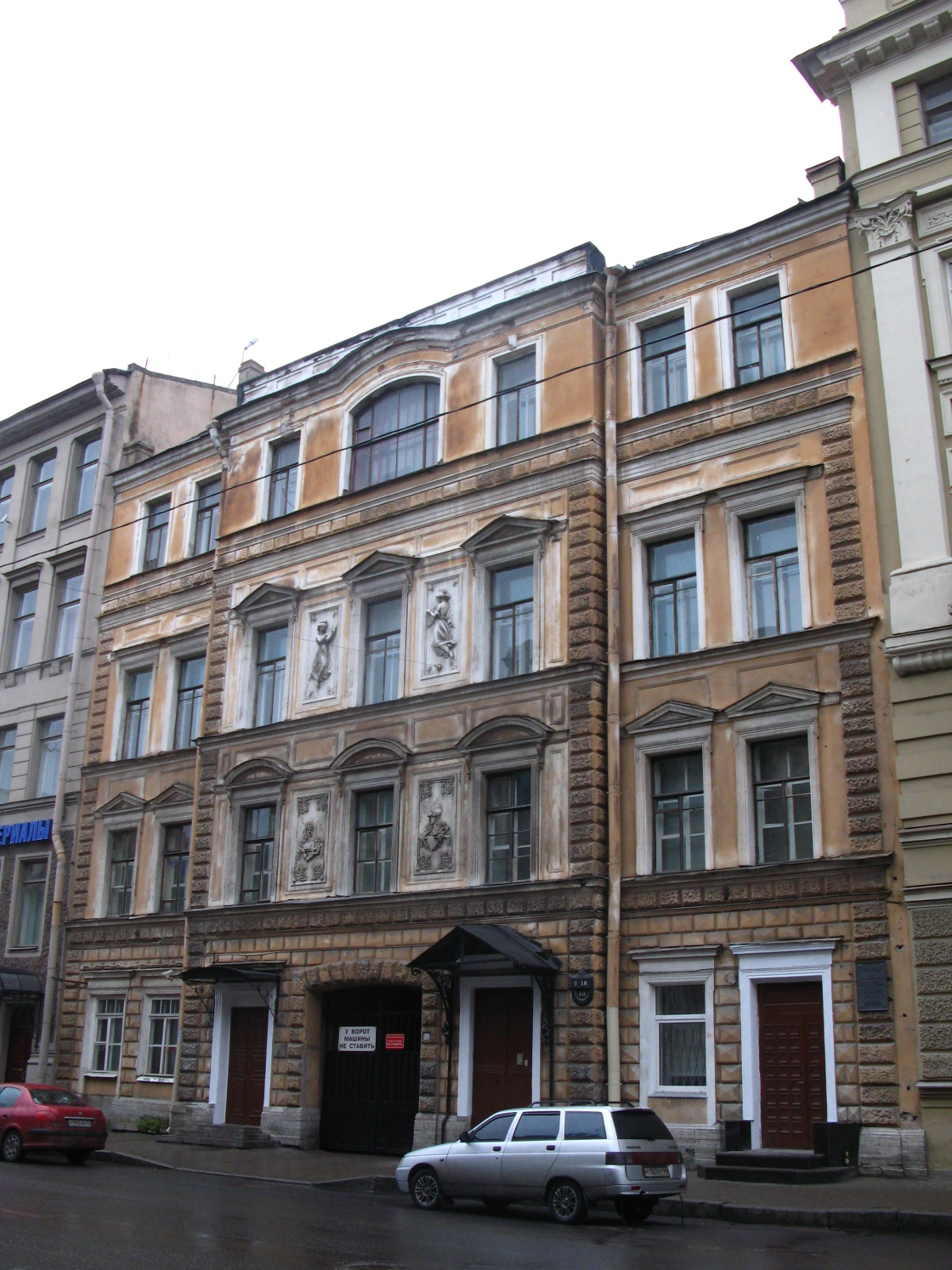
Дом Штакеншнейдеров. Фасад, выходящий на Миллионную улицу. Фотография 2009 года

В 1740-х годах в доме, стоявшем на этом участке жил фельдшер Семёновского полка Эмс. В 70-х годах XVIII века части участка, выходившем на Миллионную улицу стоял двухэтажный на высоких подвалах лицевой флигель, кроме того имелись одноэтажные корпуса по бокам участка, а пустая территория со стороны Мойки ограничивалась деревянным забором. В начале XIX века участком владел книготорговец Антон Роспини, в 1820-х годах он принадлежал Катерине Герат. В 1849 году дом принадлежал жившему по соседству (дом № 12) купцу Егору Ивановичу Петрову. При нём дом со стороны Миллионной улицы имел четыре этажа, а со стороны Мойки участок по прежнему был не застроен, его отгораживал от берега реки только забор.
В 1851 году территорией владели уже два брата, титулярные советники М. Е. и Д. Е. Петровы. В 1851 году, по их просьбе, архитектор Андрей Штакеншнейдер подготовил проект перестройки дома, после представления которого заказчикам, Петровы предложили ему выкупить весь участок со всеми находящимися на нём строениями. После покупки участка, Штакеншнейдер перестроил дом и внутридворовые здания. В корпусе, выходившим на Миллионную улицу, был заново отделан лицевой фасад, использовав в процессе работы элементы и мотивы итальянского ренессанса первой четверти XVI века. Окна здания зодчий обрамил строгими наличниками, а поверхность стены расчленил линиями филёнок и рустованными лопатками. Здесь расположилась архитектурная мастерская владельца дома, его кабине и кабинеты главных специалистов, приёмная, выставочный зал образцов строительных объектов и отделочных материалов. К главному корпусу со стороны двора примыкал четырёхэтажный каменный флигель. Боковые продольные дворовые флигели высотой от одного до четырёх этажей в совокупности с двумя поперечными флигелями и двумя одноэтажными постройками являлись естественным окружением огромного пространства южной части двора с разбитым в нём садом, выходящим на набережную Мойки. Дворовые флигели были приспособлены для сдачи их помещений внаём, часть площадей была предоставлена обслуживающему персоналу (дворникам, горничным, садовникам, кучерам). Жилые помещения для своей многочисленной семьи Штакеншнейдер разместил в четырёхэтажном поперечном корпусе с окнами на набережную Мойки (наб. Мойки, 9).
В доме проходили штакеншнейдеровские «субботы», вдохновительницей которых была дочь хозяина Елена Андреевна на которых собирались поэты, писатели, артисты и художники, ставились любительские спектакли. Здесь бывали В. Г. Бенедиктов, И. А. Гончаров, И. С. Тургенев, Я. П. Полонский, А. П. Брюллов, Ф. А. Бруни, И. К. Айвазовский, И. И. Соколов, П. Л. Лавров, М. О. Микешин, А. П. Философова и другие. В доме Штакеншнейдера познакомились писатель Ф. М. Достоевский и адвокат А. Ф. Кони.
Из-за болезни главы семьи Штакеншнейдер продали дом, по одним источникам в 1860 году, по другим — 1865 году купцу II гильдии А. Н. Бетлингу. По его заказу архитектор Н. А. Гаккель перестроил особняк, превратив его в комплекс доходных домов. Большинство корпусов было надстроено, на месте зимнего сада также вырос многоэтажный флигель. В начале 1890-х годов дом приобрела жена отставного генерал-майора Екатерина Петровна Десталь, муж которой, Алексей Петрович, выполнял обязанности управляющего. Одну из квартир в доме на Миллионной улице в этот период снимал князь Юлий Дмитриевич Урусов. В дальнейшем домом владели княгиня Е. С. Щербатова, финансист Н. Н. Сущов, У. Д. Дараган и жена надворного советника А. А. (Л. К.) Бибикова. В 1898 году по проекту В. Р. Курзанова дом был надстроен четвёртым этажом, большинство интерьеров было изменено.
В 1990-е годы в здании располагалась редакция телепередачи «Городок».

#### Шталмейстерский корпус Ново-Михайловского дворца (№ 19)

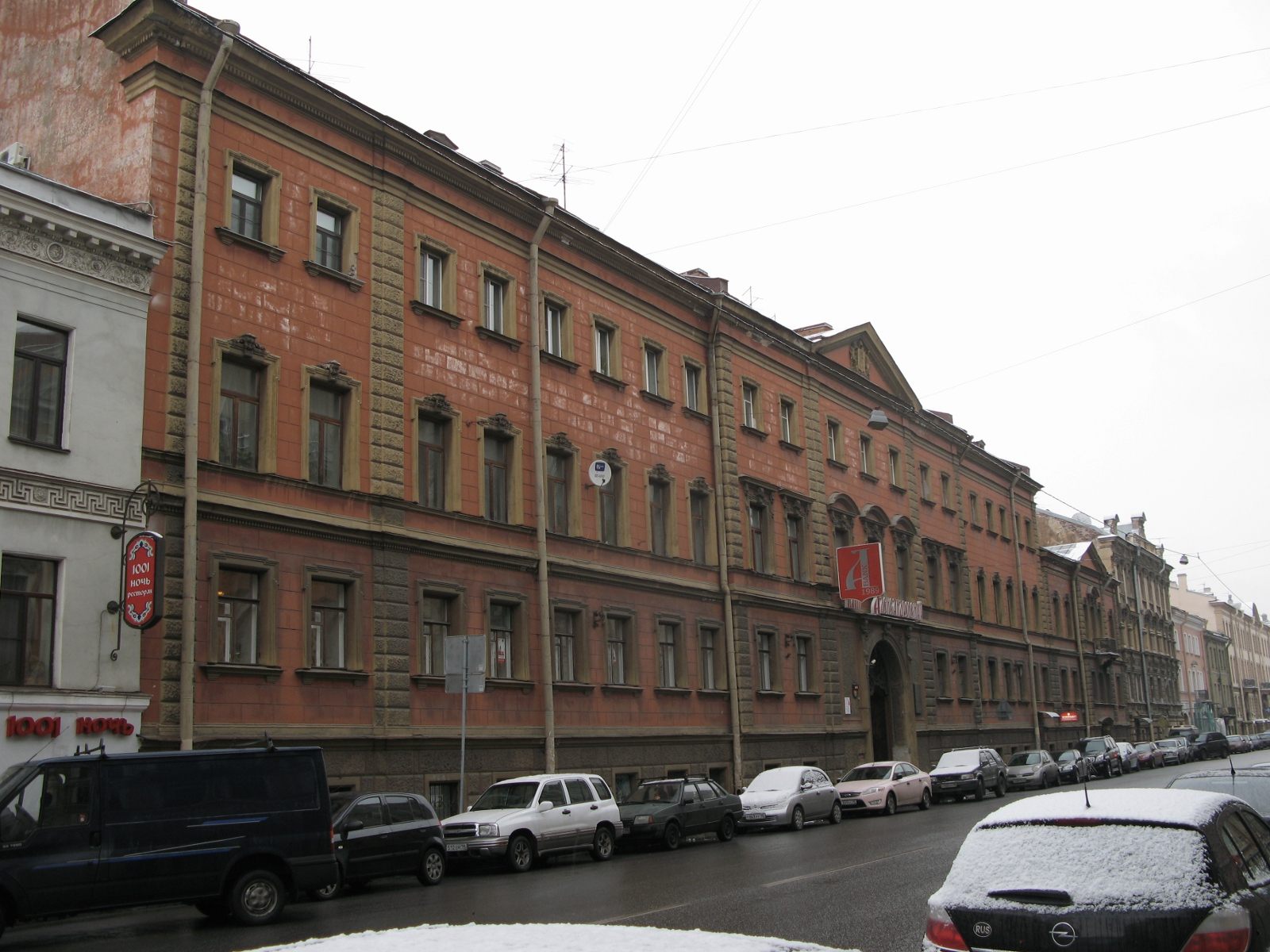
Шталмейстерский корпус Ново-Михайловского дворца. Фотография 2009 года

Согласно Т. А. Соловьёвой, в 1710-х годах участки, на которых впоследствии расположился комплекс зданий Ново-Михайловского дворца, принадлежали графу Ивану Мусину-Пушкину и генерал-фельдмаршалу князю Василию Владимировичу Долгорукову. В. С. Измозик считает, что ещё одним владельцем участка на этой территории был майор Преображенского полка Василий Корчмин. Однако до конца строительства князь не дожил. Он умер в 1742 году, и земля перешла по наследству его дочери Варваре, вышедшей в 1743 году замуж за графа Петра Шереметева. В 1745—1750 годах (по другим данным — в 1736—1746 годах) по проектам казнённого в 1740 году архитектора Петра Еропкина под руководством архитекторов Григория Дмитриева и Саввы Чевакинского здесь были построены два (один со стороны Дворцовой набережной, другой — по Миллионной улице) трёхэтажных дворца на погребах с тремя ризалитами, соединённых двумя надворными флигелями. Здания были выполнены в стиле итальянского ренессанса с заметными вкраплениями барокко. К началу XIX века на участке уже располагался каменный особняк «на 84 покоя», известный как «Миллионный дом». Здесь проводились любительские спектакли. 21 февраля 1766 года в одной из представленных в доме Шереметева пьес роль главного героя сыграл великий князь Павел Петрович.
В 1800-е годы «Миллионный дом» вместе с располагавшимися по соседству домом банкира Ливио и зданием городского ведомства выкупил Департамент уделов, по заказу которого в 1807—1809 годах особняк был перестроен по проекту архитектора Андрея Воронихина, при этом зодчий сохранил структуру фасада здания. В 1830—1831 годах в департаменте работал Николай Гоголь.
В 1857—1861 годах на Дворцовой набережной был построен Ново-Михайловский дворец. Создавший его архитектор Андрей Штакеншнейдер со стороны Миллионной улицы разместил Шталмейстерский корпус. Его изогнутая стена, обращённая во двор, является остатком дворца Черкасского.
После революции 1917 года дом был отдан военному министерству. В 1920-е годы здесь находилось управление начальника военных сообщений военного округа, а кроме того, в нём разместились квартиры высокопоставленных военных. В разное время здесь жили Михаил Тухачевский (1928—1931), Август Корк, Виталий Примаков, Борис Фельдман, Борис Шапошников (1925—1927). В квартире Тухачевского иногда гостил молодой композитор Дмитрий Шостакович. В 1932—1933 годах в доме жили разработчики ракетной техники Борис Петропавловский и Иван Клеймёнов.
Дом находился в ведении Петроградского (Ленинградского) военного округа до 1960 года. В настоящее время дом № 19 продолжает быть жилым зданием.

#### Дом Петровых (№ 12)
В 1740-х годах на участке дома стояло два жилых здания, принадлежащих генерал-аншефу Дмитрию Андреевичу Шепелеву и камердинеру К. С. Леванову. В середине XVIII века здесь было построено новое четырёхэтажное здание для лекаря И. Верта. В 1792—98 годах в доме жил художник Иоганн-Баптист Лампи-старший со своим сыном, а в 1798—1820 годах — живописец Владимир Лукич Боровиковский.
С 1840-х годов домом, имевшим в то время три этажа стороны Миллионной улицы, владели купцы Петровы. В 1849 году хозяином числился купец Егор Иванович Петров, одновременно владевший и соседним домом № 10, а в 1860-х годах дом принадлежал коллежскому советнику Михаилу Егоровичу Петрову.
В конце XIX века дом купила жена действительного статского советника, члена Совета детских приютов Зинаида Яковлевна Минюшская, а в 1899 году участок перешёл во владение к Обществу эксплуатации электрической энергии, от которого достался предпринимателю, работавшему в сфере, связанной с электричеством, Арману Исидоровичу Фретеру, который устроил в доме контору и склад. В 1900 году архитектор М. И. Сегаль надстроил на здании пятый этаж. После него домом владела жена действительного статского советника Е. Э. Исакова, а ещё позже — Российское общество застрахованных капиталов и доходов.
В начале XX века квартиру в доме снимал служащий архива Министерства иностранных дел, будущий нарком иностранных дел, Георгий Васильевич Чичерин, а перед самой революцией здесь жил обер-прокурор Синода Николай Павлович Раев. В 1906 году в здании работала типография «Северная печатня», в которой печатался сатирический журнал «Овод». 3 марта 1917 года, в расположенной в доме квартире князя Павла Павловича Путятина, провели переговоры великий князь Михаил Александрович и делегация политиков, среди которых были П. Н. Милюков, А. И. Гучков, В. Д. Набоков, М. В. Родзянко, А. Ф. Керенский, В. В. Шульгин, Г. Е. Львов и другие После нескольких часов обсуждения Михаил Александрович в комнате дочери Путятина, за маленькой ученической партой, подписал акт «непринятия Престола».

#### Особняк Гинцбург (№ 14а)

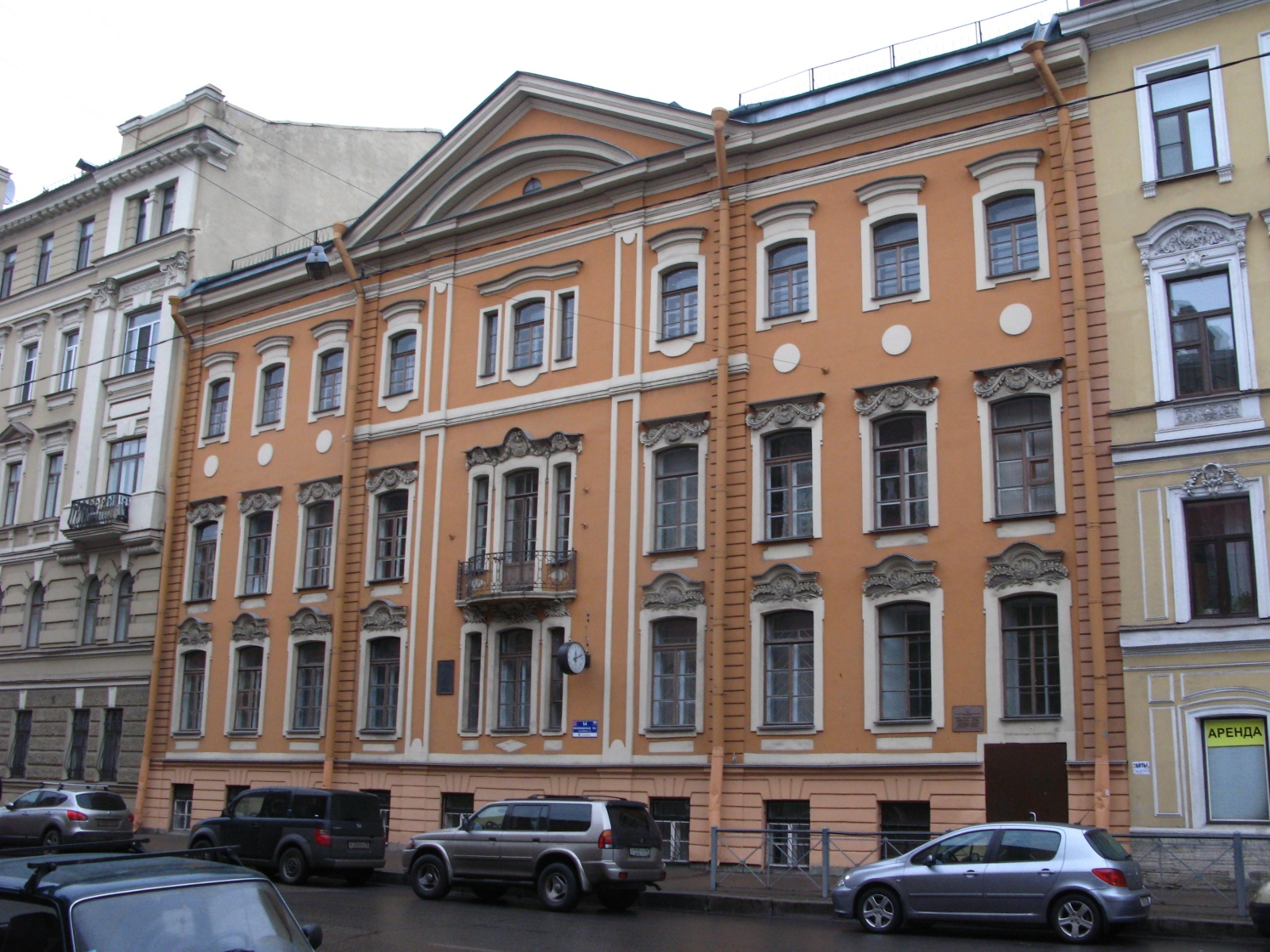
Особняк Гинцбург. Фотография 2009 года

В 1740-х годах участок на месте дома № 14 принадлежал придворному повару Юрию Патону. Затем домом на этом участке владел Кирилл Степанович Рубановский, а после его смерти оно по наследству перешло к его с сыну — Василию Кирилловичу Рубановскому, занимавшего должность чиновника Главной дворцовой канцелярии. В доме Василия Рубановского бывал писатель Д. И. Фонвизин его брат Андрей Кириллович Рубановский учился в Лейпциге вместе с А. Н. Радищевым, за которого впоследствии последовательно вышли замуж две дочери хозяина дома — Анна и Елизавета. В 1770-е годы на участке располагался лишь дом, выходящий на Миллионную улицу, в то время как со стороны Мойки находилось пустое пространство, огороженное каменным забором с воротами.
В середине XIX века архитектор Ф. И. Соболевский надстроил над зданием третий этаж, а в 1906 году был надстроен и пятый этаж.
В 1910 году здание, в котором к тому времени располагалась небольшая ткацкая фабрика, вместе со смежным домом № 13 на Мойке приобрёл финансист барон Александр Горациевич Гинцбург. По его заказу в 1911—13 годах архитектор О. Р. Мунц перестроил оба дома. Дом № 14 на Миллионной на основе старых конструкций был переделан в двухэтажный особняк с мансардой и фасадом в стиле необарокко. После перестройки Александр Гинцбург подарил участок своей жене баронессе Розе Сигизмундовне Гинцбург, которая до 1917 года сдавала квартиры в домах в аренду богатым жильцам.
После Октябрьской революции в доме располагалось общество «Старый Петербург — Новый Ленинград», затем 16-й детский дом, 42-я школа для переростков С 1937 года по настоящее время в здании размещается средняя школа № 204. В 1941 году в мансарду дома попала бомба. При восстановлении здания оно было сделано трехэтажным.

#### Дом Штакельберг (№ 16)
В 1740-х годах участком владел капитан Иван Андреевич Вильден. К 1770-м годам участок был застроен только со стороны Миллионной улицы, а у Мойке находилось пустое пространство, огороженное каменным забором с воротами.
В начале XIX века домом владел пекарь Иван Рольфсен и его наследники, затем «жена мастера» Катерина Герат. В 1837 году в доме проживал князь Пётр Владимирович Долгоруков, а в 1843 году, когда домом владел купец Титов, в располагавшихся в доме меблированных комнатах мадам Тардиф на протяжении 10 недель жил французский писатель Оноре де Бальзак, приехавший в Петербург ради свидания со своей возлюбленной Эвелиной Ганской.
В 1849 году сквозным участком от Мойки до Миллионной улицы владел действительный статский советник Александр Яковлевич Перрен, а после него владельцем дома стал некто Григорий Перемыкин. По данным Н. Цылова к этому году дом на Миллионной улице, бывший ранее трёхэтажным, уже был надстроен четвёртым этажом в то время как Г. Зуев считает, что дом стал четырёхэтажным только в 1858 году под руководством архитектора А. Х. Кольба,.
В 1860-х годах квартиры в доме снимали граф Александр Петрович Толстой и генерал Александр Николаевич Сутгоф.
С 1890-х годов до 1917 года домом владела графиня Текла Павловна Штакельберг (Стакельберг), дочь графа П. А. Шувалова Её супруг генерал Густав Эрнестович Штакельберг был убит матросами во время Февральской революции 1917 года рядом со своим домом.

#### Дом Барятинских (№ 21)

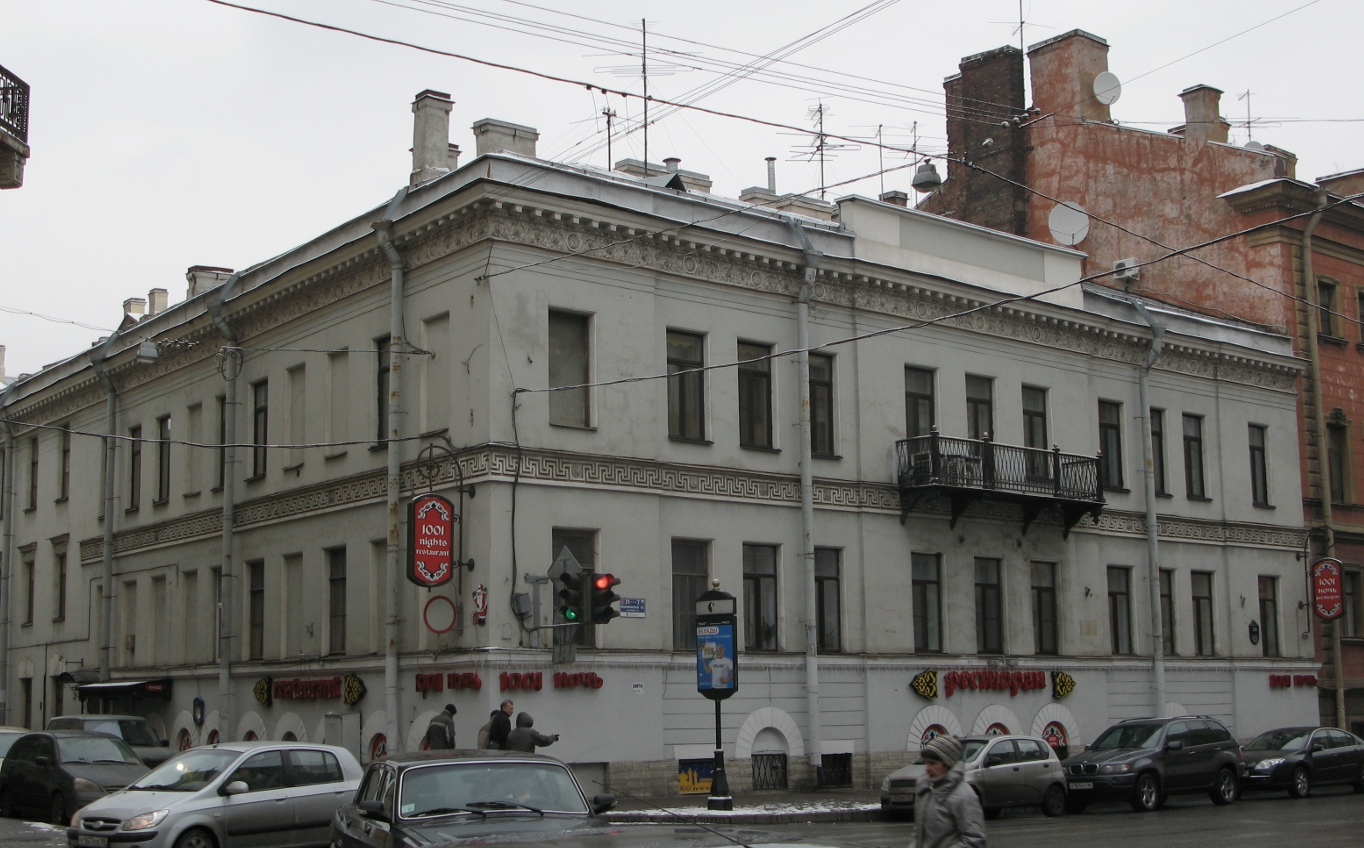
Дом Барятинских. Вид с перекрестка Миллионной улицы и Мошкова переулка. Фотография 2009 года

Дом, располагающиеся по нечётной стороне Миллионной улицы, на углу с Мошковым перелуком (номер дома по переулку — № 6) является примером безордерного решения классицистической композиции фасада. Художественный эффект основывается на соотношениях и пропорциях отдельных частей и элементов фасада. Членение по горизонтали подчеркнуто мотивом лепных поясов, членение по вертикали — ризалитами в центре и по краям.
В начале XVIII века на этом участке находился дом гофинтенданта Петра Ивановича Мошкова, по имени которого и получил своё название Мошков переулок. Само здание было построено в 1720—30-х годах по проекту неизвестного архитектора. В конце XVIII — начале XIX века в здании располагалось комендантское управление (ордонансгауз) Санкт-Петербурга, затем дом принадлежал коллежскому советнику Степану Козелле, а после него — графу Александру Ивановичу Чернышёву.
По его заказу в 1830-х годах архитектор И. И. Шарлемань перестроил дом. Граф Чернышев подарил дом своей дочери Елизавете, которая в 1840 году вышла замуж за князя Владимира Ивановича Барятинского. В 1900—03 годах архитектор Е. С. Воротилов перестроил дворовые корпуса, а в 1912 году над ними надстроил четвёртый этаж архитектор Н. Д. Каценеленбоген.
После смерти Елизаветы Александровны Баратянской в 1902 году, особняком до революции владели её дочь Мария Владимировна (1851—1937) вместе со своим мужем, приходившимся ей двоюродным братом, Иваном Викторовичем Барятинским (1857—1915).

#### Дом Майдель (№ 18)
Напротив дома Барятинских на чётной стороне Миллионной улицы находится дом, имеющий также адреса по Мошкову переулку (№ 8) и набережной реки Мойки (№ 17).
В начале XVIII века на этом участке жил протестантский пастор Генрих Готлиб Нациус, а в 1738 году участком владел купец Яган Годфрид Купфер. В 1770-х годах на стороне участка, выходящую на Миллионную улицу находился двухэтажный корпус, а стороны на Мошков переулок и Мойку занимал одноэтажный на высоких подвалах жилой дом, имевший ширину со стороны Мойки четыре окна. В начале XIX века домом владел купец 2-й гильдии Иван Тухманов, а затем — его наследники. С 1840-х годов владелицей дома была жена купца Екатерина (Елизавета) Егоровна Батырева.
В 1880 году у её наследников весь участок выкупила вдова богатого петербургского чиновника М. К. Петрова. По её заказу в 1881—82 годах здание было перестроено под доходный дом архитектором А. В. Ивановым. Он надстроил третий этаж, перестроил внутренние помещения, украсил фасады рустом и карнизами окон. На первом этаже дома разместились магазины и «конюшенная аптека» Исидора Моисеевича Лунца. У Петровой в 1880-х годах снимал квартиру студент Академии художеств Коста Леванович Хетагуров.
В начале 1890-х годов дом приобрела баронесса Эмилия Августовна Майдель, которая перестроила здание в 1902 году. При ней в доме расположился трактир И. Б. Давыдова, переросший вскоре в ресторан Сергея Ивановича Давыдова, зеленная, мясная, мелочная лавки, прачечная и сапожная мастерские. В 1915 году в доме несколько месяцев жил Александр Дмитриевич Самарин.
После революции 1917 года в доме расположились коммунальные квартиры.

### От Мошкова переулка до Зимней канавки

#### Дом Черткова (№ 23)
Уже в 40-х годах XVIII века участок, на котором в настоящее время находятся дом № 23 по Миллионной улице и дом № 22 на Дворцовой набережной был разбит на две части и на нём находилось два строения. Они принадлежали капитану Прокофию Васильевичу Мурзину и кораблестроителю Филиппу Петровичу Пальчикову. В настоящее время в вопросе кто конкретно из них владел участком на Миллионной улице, а кто — на Дворцовой набережной, разные исследователи придерживаются противоположных мнений.
В конце XVIII века домом на Миллионной владел купец Делинг, а в 1809 году хозяевами двух участков на этом месте были его вдова Луиза Делинг и тайный советник А. А. Тарсуков. В начале 20-х годов XIX века здания на этом участке принадлежали коллежскому советнику Степану Козелла и придворной даме Марии Саввишне Перекусихиной, в доме которой жил художник Викентий Бриоски.
В 1844 году участок дома принадлежал Любови Николаевне Леонтьевой — вдове генерал-майора И. С. Леонтьева.
С 1870-х годов участок принадлежал обер-егермейстеру Григорию Александровичу Черткову. По мнению В. С. Измозика, в 1877—78 годах по заказу Черткова архитектор Р. А. Гёдике перестроил дом на Миллионной улице, в то же время Т. А. Соколова считает, что Гёдике перестраивал дом на Дворцовой набережной. После смерти Григория Александровича в 1900 году дом принадлежал его сыновьям Александру и Григорию, а затем его внукам.
В 1916 году в доме снимали квартиру маркиза Елизавета Михайловна де Пассано (дочь Михаила Салтыкова-Щедрина) и Елизавета Александровна Бок, вдова генерал-майора Александра Осиповича Бока, организовавшая в своей квартире «Общество национального воспитания в память П. А. Столыпина».

#### Дом Союза печатников (№ 20)
Участок дома был застроен ещё в начале XVIII века. В 1740-х годах на этом месте располагался знаменитый в то время морской трактир Юберкампфа, а с 80-х годов XVIII века — Пажеский корпус, который в 1810 году переехал в Воронцовский дворец, после чего владельцем особняка стал купец 1-й гильдии Фома Сиверс.
Впоследствии особняком владела Екатерина Александровна Новосильцева — вдова сенатора Петра Новосильцева. И. Л. Андронников считал, что этот дом упоминается среди адресов в незаконченным романе М. Ю. Лермонтова «Княгиня Лиговская» По мнению В. С. Измозика во флигеле дома со стороны Мошкова переулка с 1826 года жил князь В. Ф. Одоевский. После Е. А. Новосильцевой особняком владели её наследники, так, например, в 1849 году владельцем значился Николай Петрович Новосильцев.
Затем участок выкупил действительный статский советник Пётр Степанович Елисеев, а в начале XX века дом принадлежал Анне Петровне Леляновой — жене городского главы П. И. Лелянова. По её заказу архитектор Л. Н. Бенуа построил на участке новый особняк.
В 20-х годах XX века годах на участке по заказу руководства профсоюза печатников был построен новый жилой дом в стиле конструктивизма.

#### Дом Плаутина (№ 25)
История дома в 18 веке в точности не документирована.
С 1808 года по адресу ул. Миллионная, дом 25 размещалось французское посольство. 27 января 1837 года во французское посольство (дом № 25) приезжали А. С. Пушкин и К. К. Данзас. Они встречались с секундантом Дантеса, секретарём посольства д’Аршиаком для обсуждения условий дуэли между Пушкиным и Дантесом.
В 1859—1860-х годах дом перестраивается по проекту Г. М. Барча. С какого момента во владение домом вступает семейство Плаутиных, точно установить не удается, но уже в 1892 году в «Адресной книге Санкт-Петербурга» значится, что оно живёт по адресу Миллионная 25, который соответствует и дому № 24 по Дворцовой набережной.
В марте 1908 года по этому адресу значатся контора и редакция журнала «Пожарное дело».
Вплоть до 1917 года Плаутины владеют этим домом. Фасад дома был переделан в 1909 году, а в 1913 году дом был перестроен по проекту архитектора И. А. Претро. В квартире № 8 этого дома И. А. Претро впоследствии и жил. Герб на фасаде дома был укреплен при завершении его перестройки (1913 г.) по заказу владельца строения — Сергея Николаевича Плаутина.
Архитектурный стиль дома — модерн или северный модерн. В 1971 году в доме проводится капитальный ремонт с расселением жильцов. В ходе ремонта дом надстраивается на один этаж. В 2007 году создано ТСЖ «Миллионная 25».

#### Дворец Великого Князя Владимира Александровича (№ 27)

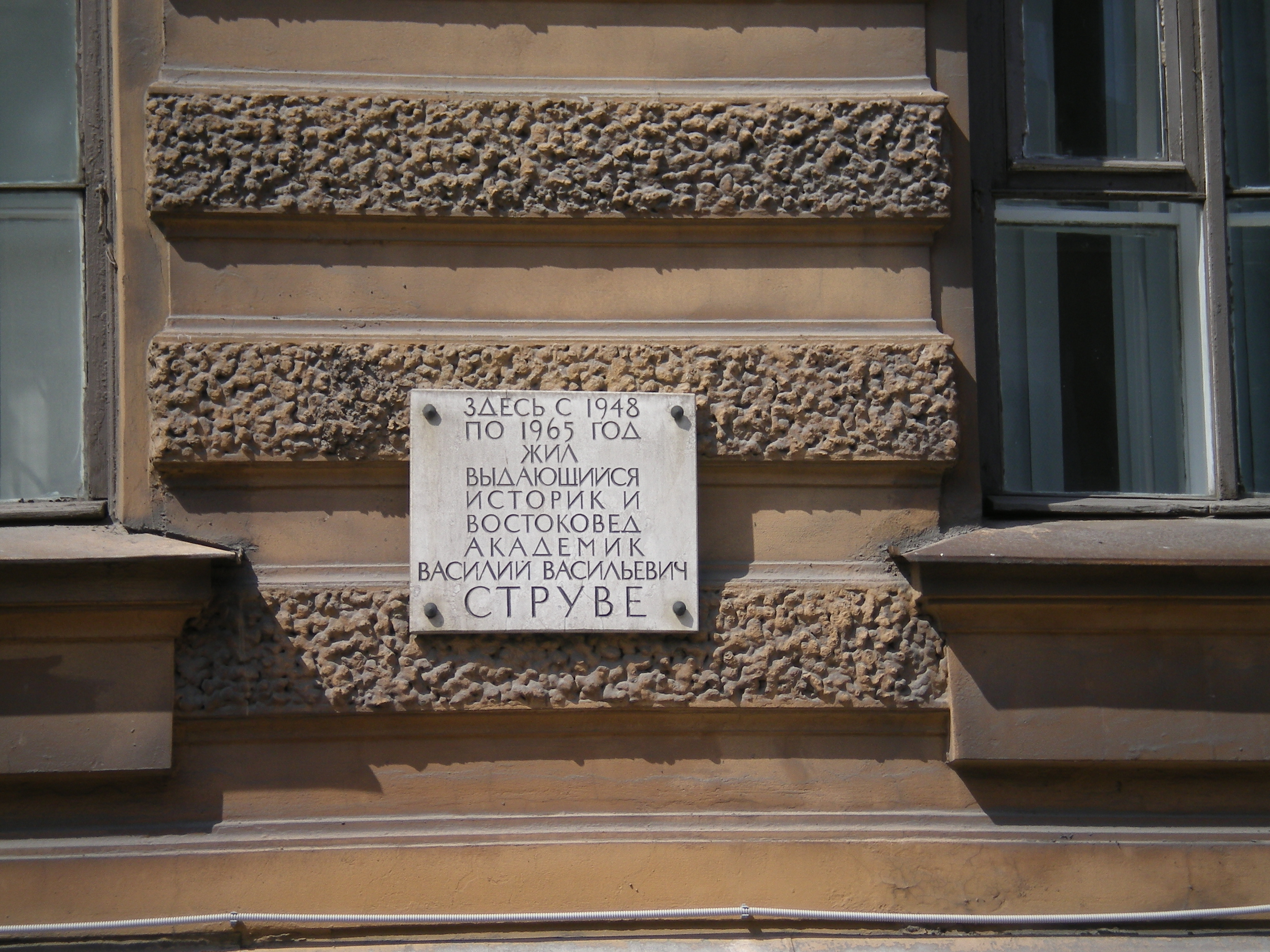
Табличка на доме

Жил В. В. Струве в 1948—1965 годах

#### Запасной дом Владимирского дворца (№ 29)
Дом Г. А. Меньшикова (Запасный дом дворца вел. кн. Владимира Александровича), автор проекта не установлен.
В начале XIX века земельное владение с каменным двухэтажным домом принадлежало купцу Никите Грузинову, в 1836-м — Анне Ивановне Поцелуевой, в 1854-м — вдове коллежского регистратора Александре Каратыгиной. При последней к зданию добавили Г-образную пристройку, проект возглавил архитектор Александр Пель.
С 1867-го дому был присвоен статус запасного дворца при Зимнем. 17 мая 1879 года здание выкупили у Министерства за 250 тысяч рублей, а в 1889-м его перестроили под руководством архитекторов Александра фон Гогена и Василия Кенеля. Де-факто здание использовалось как элитный доходный дом, в разное время нанимателями квартир в нём были генерал-лейтенант Поленов, адмирал Иван Диков, генерал-лейтенант Сергей Ивашенцев. Управляющим при доме был коллежский секретарь Н. П. Серебренников.
После революции здание национализировали и отдали под квартиры сотрудников близлежащего Дома учёных.

#### Дом Эбелинга (№ 26)
Данные о земельном владении восходят к первой половине XVIII века. Первым известным владельцем был Алексей Макаров, тайный советник и кабинет-секретарь Петра I. Позднее участок принадлежал князю Александру Голицыну, затем генерал-аншефу Рудольфу фон Бисмарку и фельдмаршалу Б. Х. Миниху. В 1770-х владение приобрёл граф Пётр Завадовский, спустя 15 лет участок выкупило государство и разместило на нём Пажеский корпус.
С 1802-го зданием владела владела Анастасия Ивановна Эбелинг, вдова лейб-хирурга Карла Эбелинга. Дом на Миллионной Анастасия Ивановна получила в обмен на своё имение в 150 душ, которое она передала в Удельное ведомство. На начало 1800-х земельный участок оценивался в 70 тысяч рублей. По заказу новой хозяйки вместо «обветшавших палат» в 1803-м архитектор Луиджи Руска возвёл трёхэтажный особняк в стиле классицизм. В узнаваемой авторской манере Руска разместил на портике из восьми колонн коринфского ордера.
В 1825-м году особняк оценивался уже в 275 тыс. рублей, однако долгое время вдове Эбелинг не удавалось его продать. Только в начале 1830-х его выкупила надворная советница М. П. Ротенберг. С 1833-го до конца 1840-х дом принадлежал врачу Николаю Арендту, лейб-медику при Николае I.
Последним владельцем особняка стал великий князь Андрей Владимирович, а одним из квартирантов — Пётр Врангель.

#### Запасной дом Зимнего дворца (№ 31)

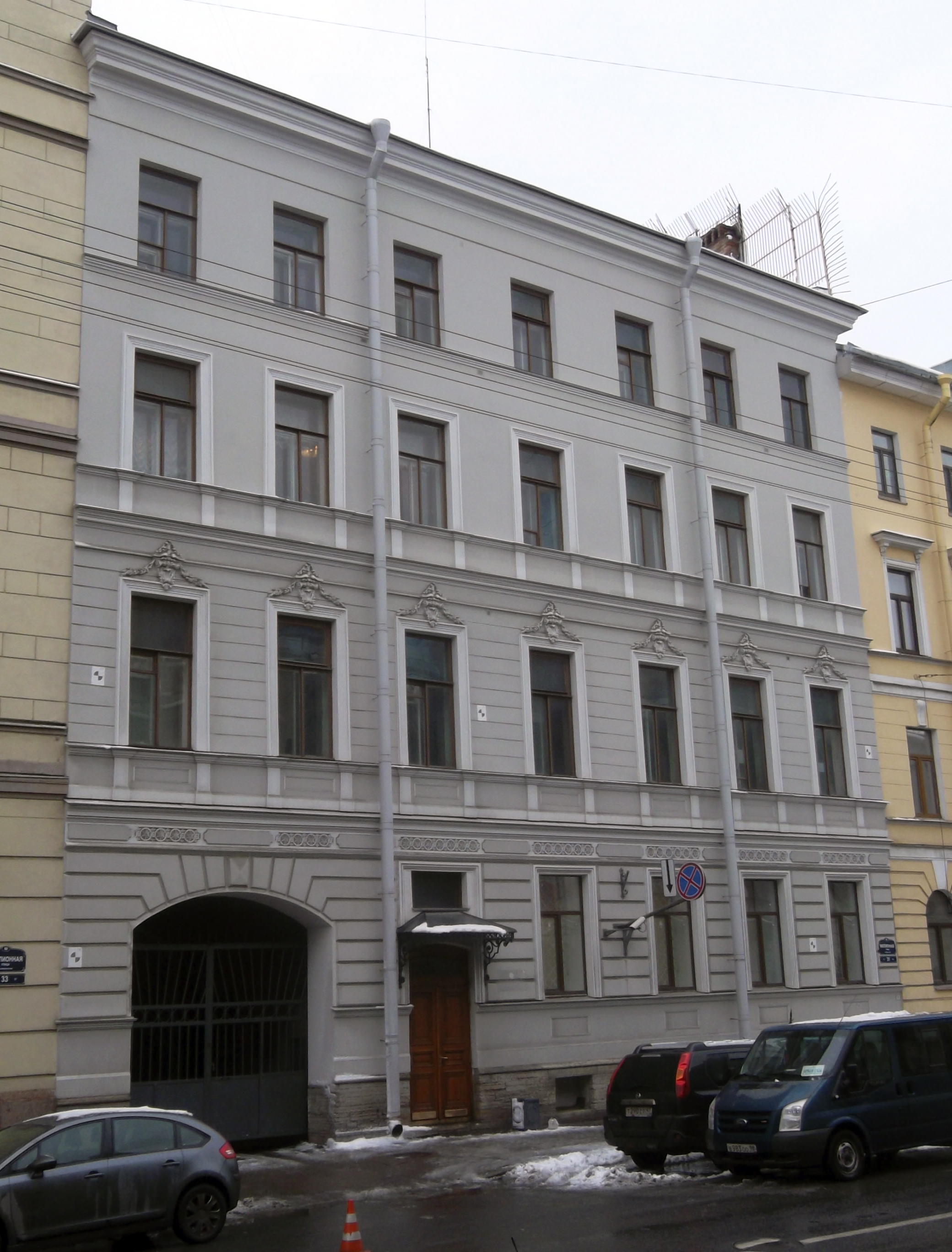
дом 31

Бывший участок Феодосея Скляева, флигель (последняя перестройка — 1878 год, арх. Н. Ф. Беккер), входит в комплекс Государственного Эрмитажа

#### Казармы Преображенского полка (№ 33)
Штаб СЗО ВВ МВД РФ. Участок Зимнего дворца Петра I)

#### Дом Лобановых-Ростовских (№ 30)
В начале XIX века домом владел коллежский советник Иван Альбрехт, у которого в 1809 году его приобрела княгиня Евдокия Ивановна Голицына. Её салон посещали А. С. Пушкин, В. А. Жуковский, Н. М. Карамзин, К. Н. Батюшков, князь П. А. Вяземский; 15 мая 1828 года А. С. Грибоедов читал здесь «Горе от ума». В 1849 году, по атласу Н. Цылова, со стороны Миллионной улицы на участке Голицыной находилось два дома — четырёхэтажный и трёхэтажный; а со стороны Мойки находилось ещё одноэтажное здание.
С 1860-х годов владельцами особняка были князья Лобановы-Ростовские. Один из них, Алексей Николаевич Лобанов-Ростовский, жил здесь, имея ещё три дома в Петербурге. При нём, в 1876 году корпус со стороны Мойки был надстроен третьим этажом и в нём разместились доходные квартиры, которые пользовались популярностью у офицеров лейб-гвардии Преображенского и Кавалергардского полков.

#### 1-й Зимний мост

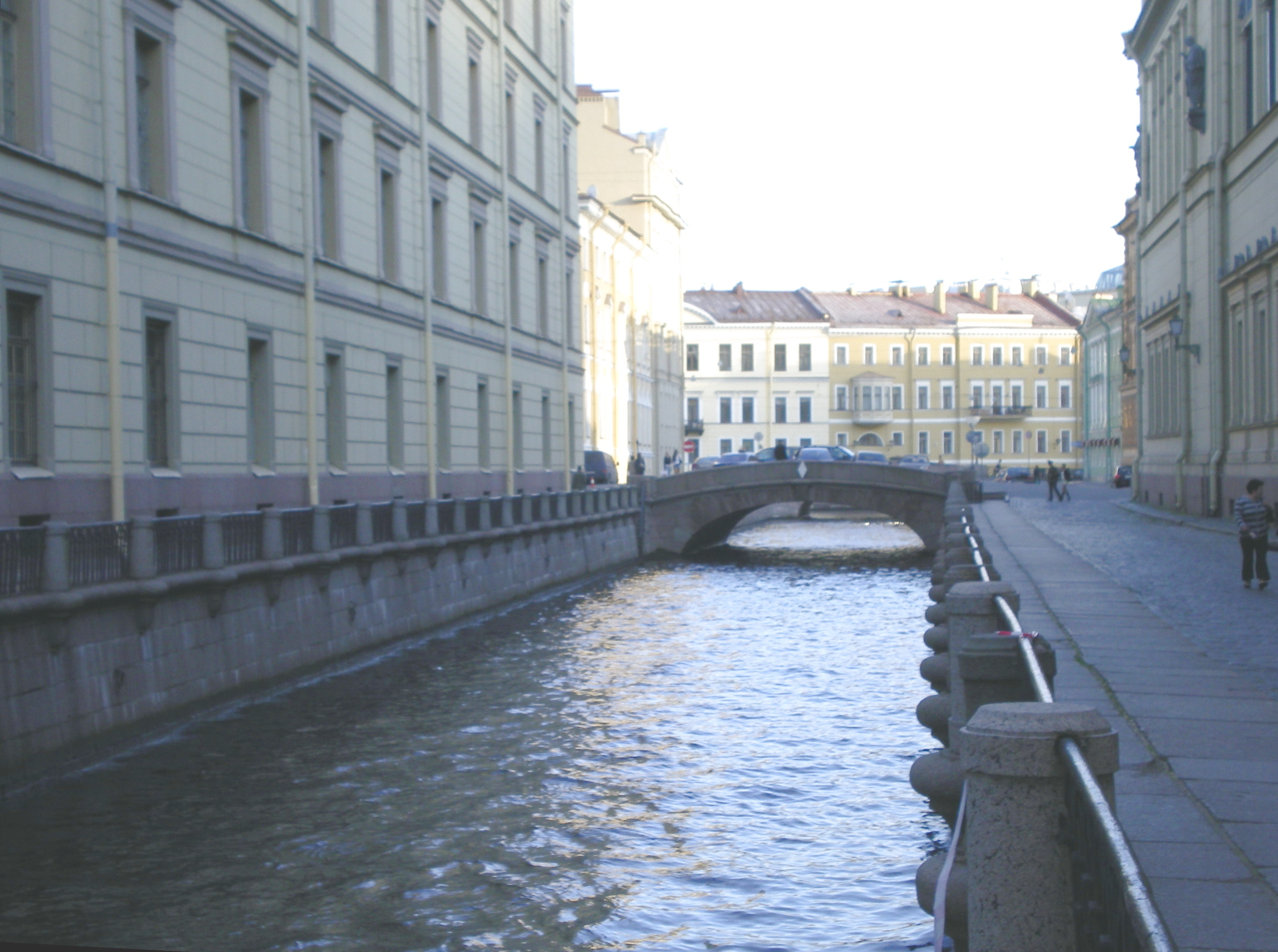
1-й Зимний мост

### В конце улицы
| Номер дома | Иллюстрация        | Описание | Архитектор                                 | Постройка | Координаты                      |
| ---------- | ------------------ | --- | ------------------------------------------ | --------- | ------------------------------- |
| № 36       |                    | Здание архива Государственного совета, ныне Российский государственный архив военно-морского флота (РГАВМФ) | М. Е. Месмахер при участии В. М. Карловича | 1883—1887 | 59°56′28″ с. ш. 30°19′06″ в. д. |
| № 35       |                    | Новый Эрмитаж                                                                                               |                                            |           | 59°56′28″ с. ш. 30°19′03″ в. д. |
| № 35       | Атланты у Эрмитажа | Атланты Эрмитажа                                                                                            |                                            |           | 59°56′28″ с. ш. 30°19′03″ в. д. |
| № 35       | Малый Эрмитаж      | |                                            |           | 59°56′28″ с. ш. 30°19′03″ в. д. |

## Комментарии
1. ↑  По другим данным Архивная копия от 8 февраля 2019 на Wayback Machine князь проживал в доме Ланского по адресу Мошков переулок, 1а, а Т. А. Соколова считает Архивная копия от 25 ноября 2015 на Wayback Machine, что князь жил по адресу Мошков переулок, 3 (Миллионная ул, 23)